# Österreichischer Fußball-Cup 2016/17

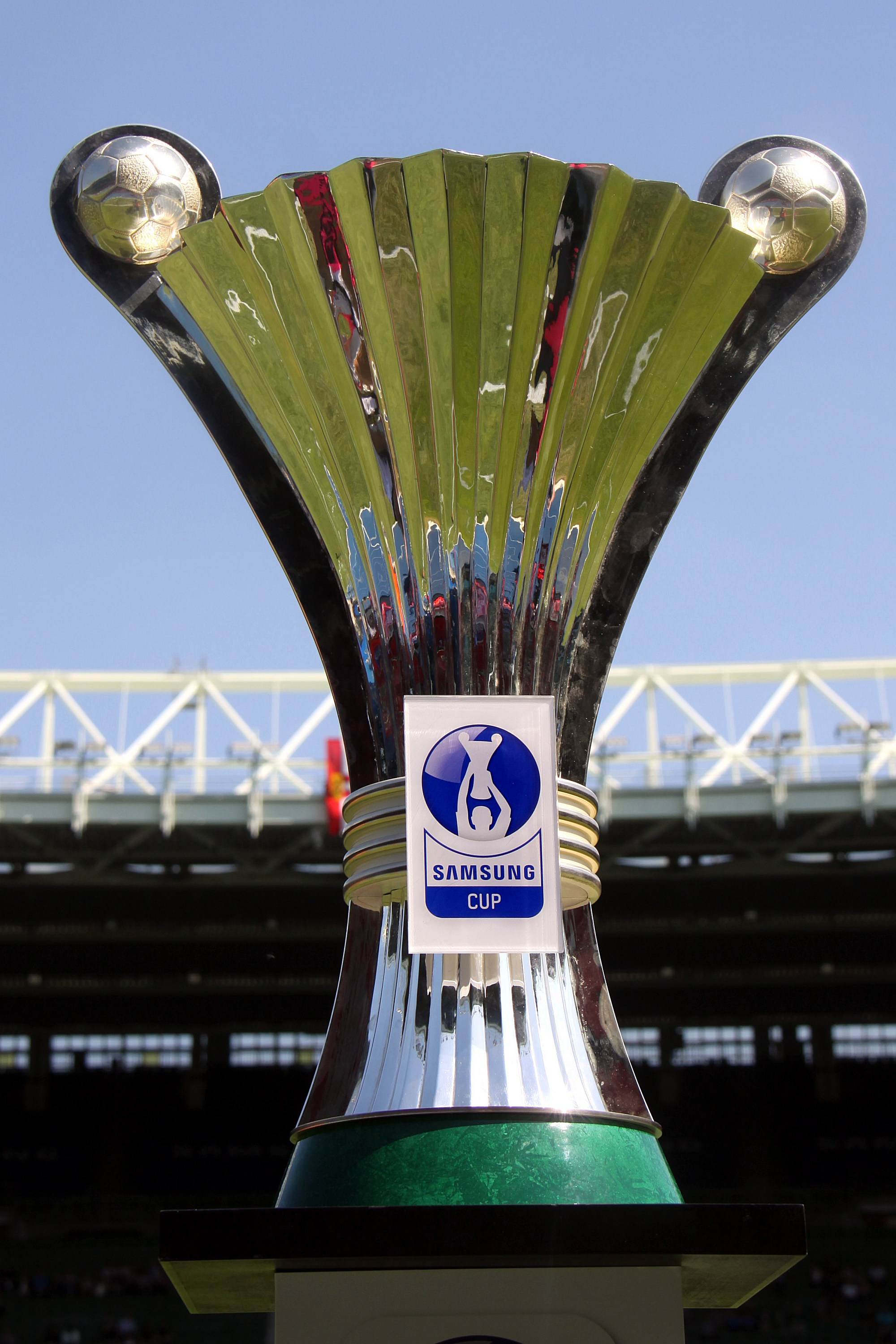
Siegestrophäe für Vereine: ÖFB-Pokal

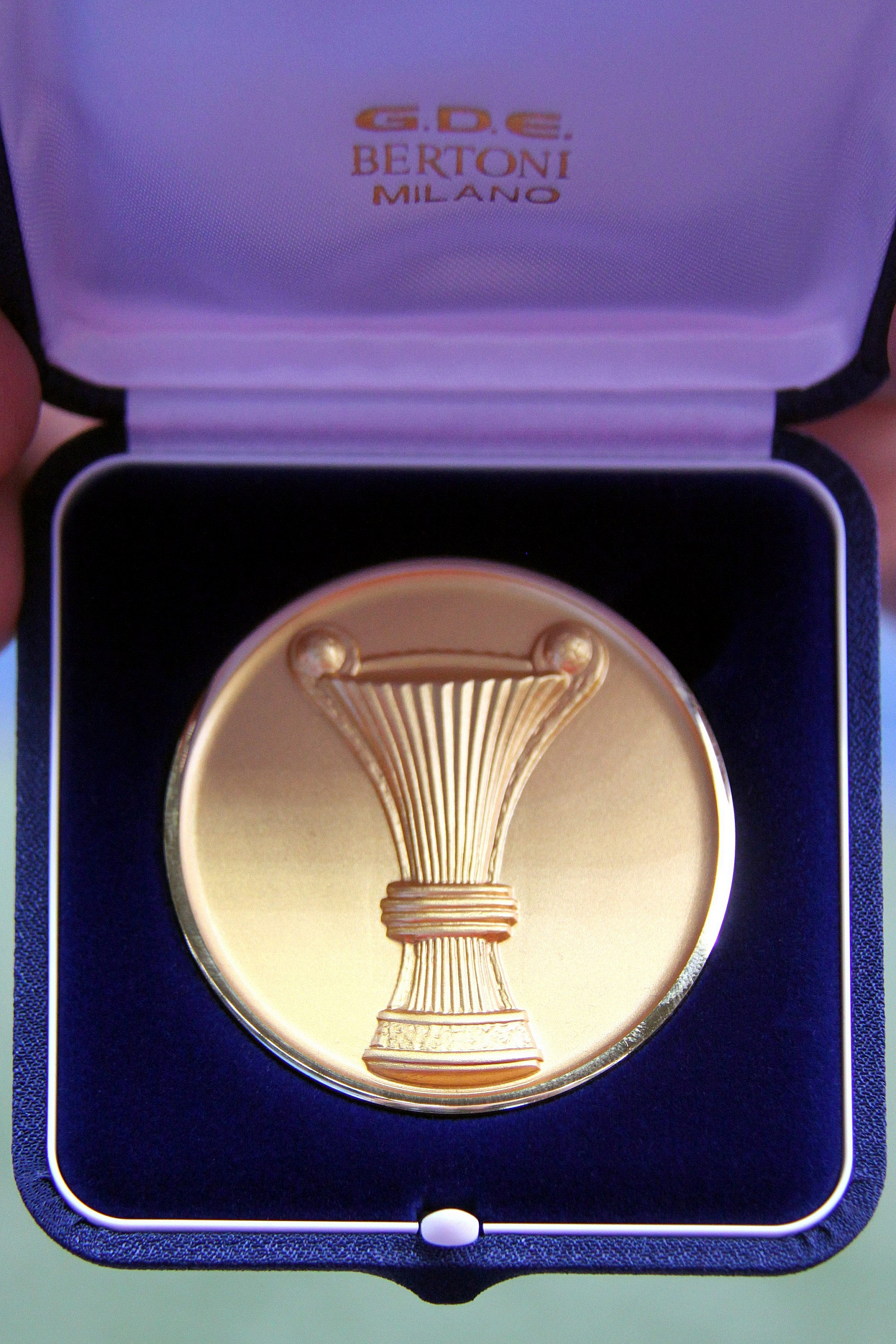
Siegermedaille für Spieler

Der Cup des Österreichischen Fußball-Bundes wurde in der Saison 2016/17 zum 82. Mal ausgespielt. Die offizielle Bezeichnung des Wettbewerbs lautete zum fünften Mal in Folge „ÖFB Samsung-Cup“.
Titelverteidiger war der FC Red Bull Salzburg, der in den letzten drei Jahren sowohl den ÖFB-Cup als auch die Österreichische Fußballmeisterschaft gewann. Die Salzburger setzten sich auch im Endspiel 2016/17 gegen den SK Rapid Wien mit 2:1 (0:0) durch. Damit stellten sie einen neuen Rekord auf, denn noch nie gelang es einem Verein viermal in Folge den Cupsieg zu erringen. Den Erfolg noch wertvoller macht die Tatsache, dass der FC Red Bull Salzburg zum vierten Mal in Folge zudem das Double (Meisterschaft und Cup) gewann. Óscar García war der erste Trainer der Salzburger, der den Cupsieg erfolgreich verteidigen konnte.
Profiteur des Erfolges der Salzburger war der SCR Altach, der sich dadurch für die UEFA Europa League qualifizieren konnte. Im Gegensatz zu früher nimmt nicht mehr der Cupfinalist, sondern der Tabellenvierte der Meisterschaft an der Qualifikation für die UEFA Europa League teil.

## Teilnehmer
An der ersten Runde nahmen 64 Mannschaften teil. Die Mannschaften der Bundesliga und die Mannschaften der Ersten Liga waren fix qualifiziert. Dabei durfte pro Bundesliga/Erste-Liga-Verein nur eine Mannschaft antreten. Dies bedeutet, dass ihre zweiten Mannschaften nicht spielberechtigt sind. Dies gilt ebenso für den FC Liefering, der unter der Kontrolle des FC Red Bull Salzburg steht. Die restlichen Plätze wurden nach einem festgelegten Schlüssel auf Amateurvereine in den Landesverbänden aufgeteilt:
- 7 Mannschaften: Niederösterreichischer Fußballverband
- 6 Mannschaften: Oberösterreichischer Fußballverband, Steirischer Fußballverband
- 5 Mannschaften: Wiener Fußball-Verband
- 4 Mannschaften: Burgenländischer Fußballverband, Kärntner Fußballverband, Salzburger Fußballverband, Tiroler Fußballverband und Vorarlberger Fußballverband

Zum Teilnehmerkontingent jedes Landesverbands zählten zwingend die Sieger der jeweiligen Landes-Cups 2015/16 sowie gegebenenfalls der Verlierer der Relegation zwischen zweiter und dritter Leistungsstufe (Erste Liga/Regionalliga).
| Bundesliga | Erste Liga | Landes-Cup-Sieger |
| --- | --- | --- |
| - FC Admira Wacker Mödling - SCR Altach - SK Sturm Graz - SV Mattersburg - SV Ried - FC Red Bull Salzburg (C) - SKN St. Pölten (A) - FK Austria Wien - SK Rapid Wien - Wolfsberger AC | - Floridsdorfer AC - SV Horn - FC Wacker Innsbruck - Kapfenberger SV - FC Blau-Weiß Linz - LASK Linz - SC Austria Lustenau - WSG Wattens - SC Wiener Neustadt - FC Liefering Anm. 1 | - FC Karabakh Wien (W) - SVg Purgstall (NÖ) - USV Rudersdorf Anm. 2 (B) - SV Lafnitz (ST) - SK Treibach (K) - SK Bad Wimsbach (OÖ) - USK Anif (S) - FC Kitzbühel Anm. 3 (T) - Dornbirner SV Anm. 4 (V) |
| Regionalliga Ost | Regionalliga Mitte | Regionalliga West |
| - SKU Amstetten - ASK Ebreichsdorf - SC Mannsdorf - SC Neusiedl am See - SC-ESV Parndorf 1919 - SC Ritzing - FC Stadlau - FCM Traiskirchen - First Vienna FC 1894 - Wiener Sportklub  | - USV Allerheiligen - Deutschlandsberger SC - FC Gleisdorf 09 - SV Grieskirchen - Union Gurten - TSV Hartberg - SC Kalsdorf - SK Austria Klagenfurt - ATSV Stadl-Paura - Union St. Florian - SK Vorwärts Steyr - ATSV Wolfsberg | - FC Dornbirn 1913 - SV Grödig - FC Hard - VfB Hohenems - FC Kufstein - SV Austria Salzburg - TSV St. Johann - SC Schwaz - SV Wörgl |
| Landesliga | Anmerkungen | Anmerkungen |
| - FC Bergheim Anm. 5 - ATUS Ferlach Anm. 5 - Kremser SC - SV Leobendorf - SV Wienerberg Anm. 5                                                                                        | Anm. 1 Der FC Liefering ist zwar laut Statuten eigenständig, da er jedoch unter der Kontrolle von Red Bull steht, ist er als Zweitklub des FC Red Bull Salzburg anzusehen. Der Aufstieg in die Erste Liga wurde vom ÖFB zwar zugelassen, auf eine Teilnahme am Cup verzichtet der Verein. Anm. 2 Der USV Rudersdorf nimmt als Finalist des Burgenländischen Fußballcups teil, da der Cupsieger SC/ESV Parndorf 1919 bereits durch seine Platzierung in der Regionalliga Ost qualifiziert ist Anm. 3 Der FC Kitzbühel nimmt als Finalist des Tiroler Fußballcups teil, da der Cupsieger WSG Wattens durch den Aufstieg in die Erste Liga qualifiziert ist Anm. 4 Der Dornbirner SV nimmt als Finalist des Vorarlberger Fußballcups teil, da der Cupsieger FC Dornbirn 1913 bereits durch seine Platzierung in der Regionalliga West qualifiziert ist Anm. 5 Der SV Wienerberg, der FC Bergheim und ATUS Ferlach haben als Meister auf den Aufstieg in die Regionalliga verzichtet | Anm. 1 Der FC Liefering ist zwar laut Statuten eigenständig, da er jedoch unter der Kontrolle von Red Bull steht, ist er als Zweitklub des FC Red Bull Salzburg anzusehen. Der Aufstieg in die Erste Liga wurde vom ÖFB zwar zugelassen, auf eine Teilnahme am Cup verzichtet der Verein. Anm. 2 Der USV Rudersdorf nimmt als Finalist des Burgenländischen Fußballcups teil, da der Cupsieger SC/ESV Parndorf 1919 bereits durch seine Platzierung in der Regionalliga Ost qualifiziert ist Anm. 3 Der FC Kitzbühel nimmt als Finalist des Tiroler Fußballcups teil, da der Cupsieger WSG Wattens durch den Aufstieg in die Erste Liga qualifiziert ist Anm. 4 Der Dornbirner SV nimmt als Finalist des Vorarlberger Fußballcups teil, da der Cupsieger FC Dornbirn 1913 bereits durch seine Platzierung in der Regionalliga West qualifiziert ist Anm. 5 Der SV Wienerberg, der FC Bergheim und ATUS Ferlach haben als Meister auf den Aufstieg in die Regionalliga verzichtet |

## Prämien
Seit der Saison 2013/14 verbleiben die Zuschauereinnahmen bis zum Halbfinale zur Gänze beim Heimteam.
Zusätzlich wurden ab der zweiten Runde bis zum Halbfinale Bewerbsprämien ausgeschüttet, die im Verhältnis 35 % (Heimverein) zu 65 % (Gast) geteilt wurden. Im Bedarfsfall wurden für weite Anreisen zusätzlich Fahrtkostenzuschüsse bezahlt. Darüber hinaus trug der ÖFB sämtliche Organisations- und Schiedsrichterkosten.
| Stufe         | Teilnehmer | Prämie      | Prämie      |
| Stufe         | Teilnehmer | Heimverein  | Gastverein  |
| ------------- | ---------- | ----------- | ----------- |
| 2. Runde      | 32 Teams   | € 3.500,--  | € 6.500,--  |
| Achtelfinale  | 16 Teams   | € 10.000,-- | € 15.000,-- |
| Viertelfinale | 08 Teams   | € 21.000,-- | € 39.000,-- |
| Halbfinale    | 04 Teams   | € 35.000,-- | € 65.000,-- |

Für das Erreichen des Finales erhielten beide Finalisten eine Prämie in Höhe von 150.000 Euro. Somit konnten aus dem Cup-Bewerb Prämien bis zu 275.500 Euro erzielt werden.
Darüber hinaus wurde für den Torschützenkönig 10.000 Euro ausgeschüttet. Der Fair-Play-Sieger wurde ebenso 10.000 Euro mit belohnt.

## Terminkalender
- 1. Runde: 15./16./17. Juli 2016 (Auslosung am 20. Juni 2016)
Wegen der Eröffnung des Allianz Stadions fand das Spiel des SK Rapid Wien bereits am 8. Juli 2016 statt[1][2]
- 2. Runde: 20./21. September 2016
- Achtelfinale: 25./26. Oktober 2016
- Viertelfinale: 4./5. April 2017
- Halbfinale: 25./26. April 2017
- Finale: 1. Juni 2017 in Klagenfurt am Wörthersee

## 1. Runde
Die Auslosung der 1. Runde wurde am 20. Juni 2016 in Paris durchgeführt. Grund für diesen außergewöhnlichen Ort war, dass sich die gesamte Spitze des ÖFB bei der EM 2016 befand. Die Paarungen wurden von der Schauspielerin und Model Davia Martelli gezogen.

### Auslosungsmodus
Die Auslosung der 1. Runde erfolgte nach regionalen Gesichtspunkten. Dabei werden die 45 Amateurvereine (Regionalligen und Landesligen) in die Gruppen Ost und West eingeteilt. Die Gruppe Ost bilden die 26 Vereine aus Wien, Niederösterreich, Burgenland, Steiermark und Kärnten. Die Gruppe West setzt sich aus den 19 Vereinen aus Oberösterreich, Salzburg, Tirol und Vorarlberg zusammen. Im ersten Schritt werden aus der Gruppe Ost sieben und aus der Gruppe West sechs Paarungen gezogen. Im zweiten Schritt werden den danach verbleibenden 19 Vereinen die Vereine der Bundesliga und der Ersten Liga zugelost.

### Paarungen der 1. Runde

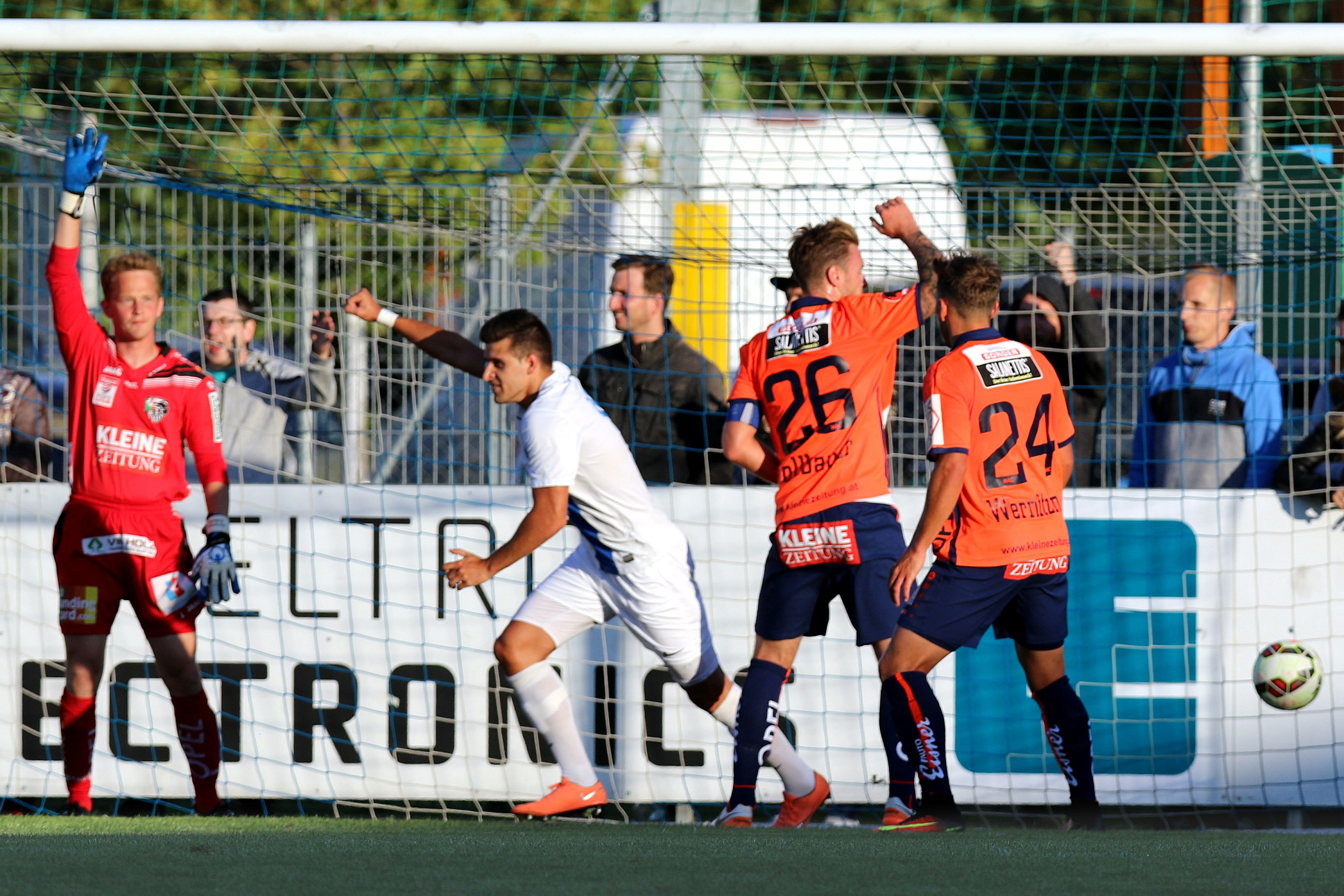
Das war das entscheidende Tor für den ASK Ebreichsdorf durch Marjan Markić (weißes Trikot).

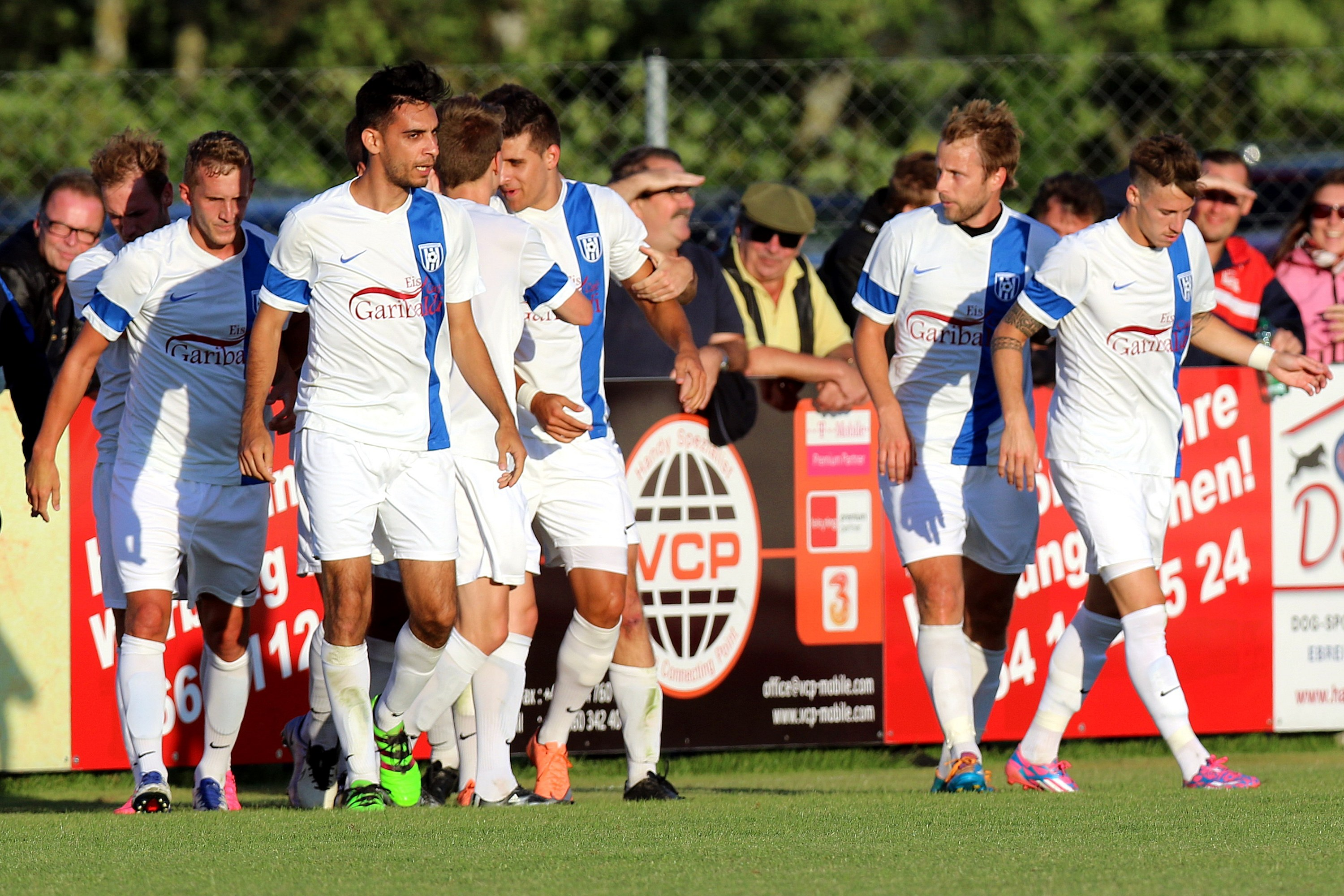
Marjan Markić (dritter von rechts) wird von den Mitspielern umjubelt.

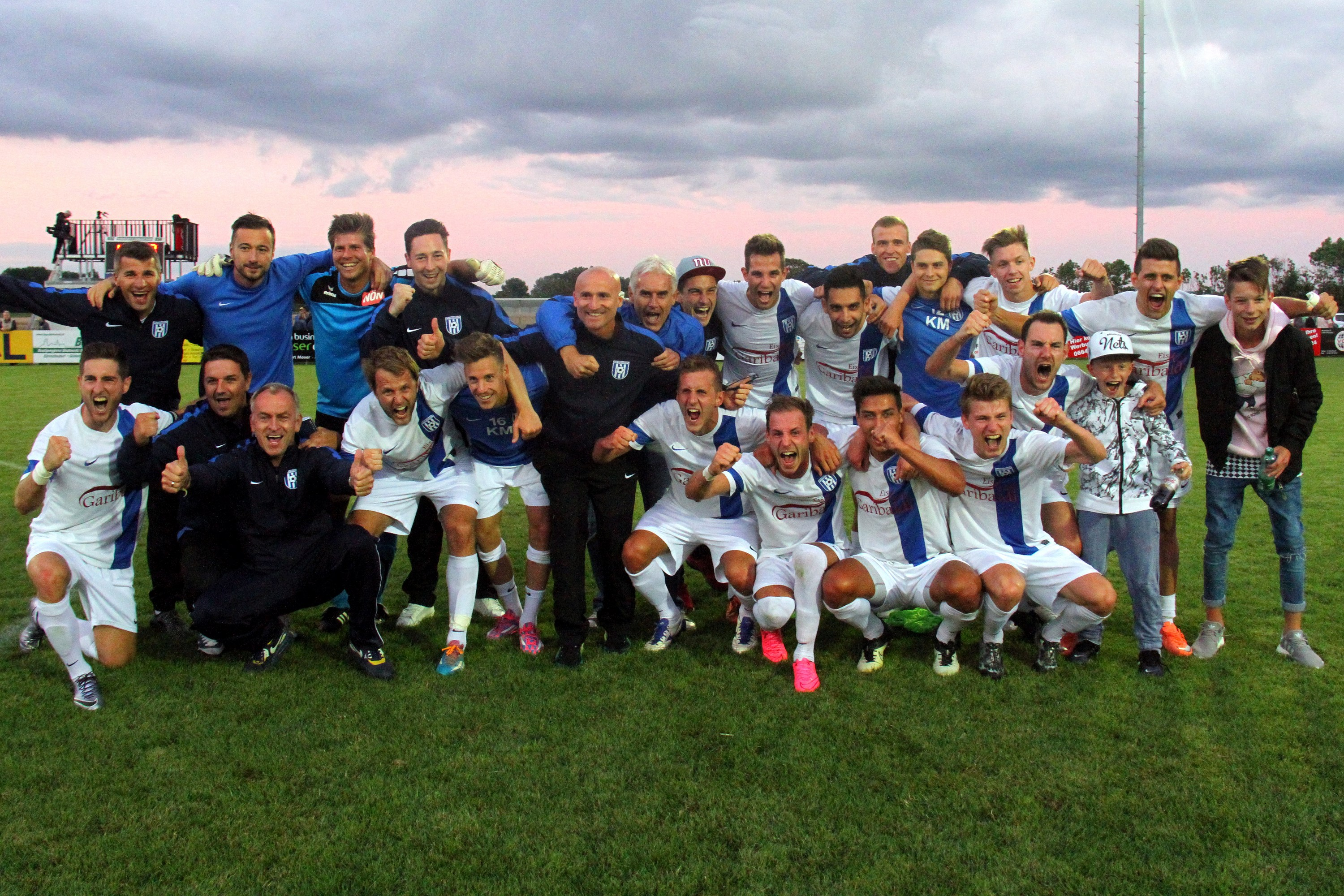
Die Freude der Ebreichsdorfer, die mit dem Sieg gegen den Bundesligisten Wolfsberger AC den größten Erfolg der Vereinsgeschichte landeten, war entsprechend groß.

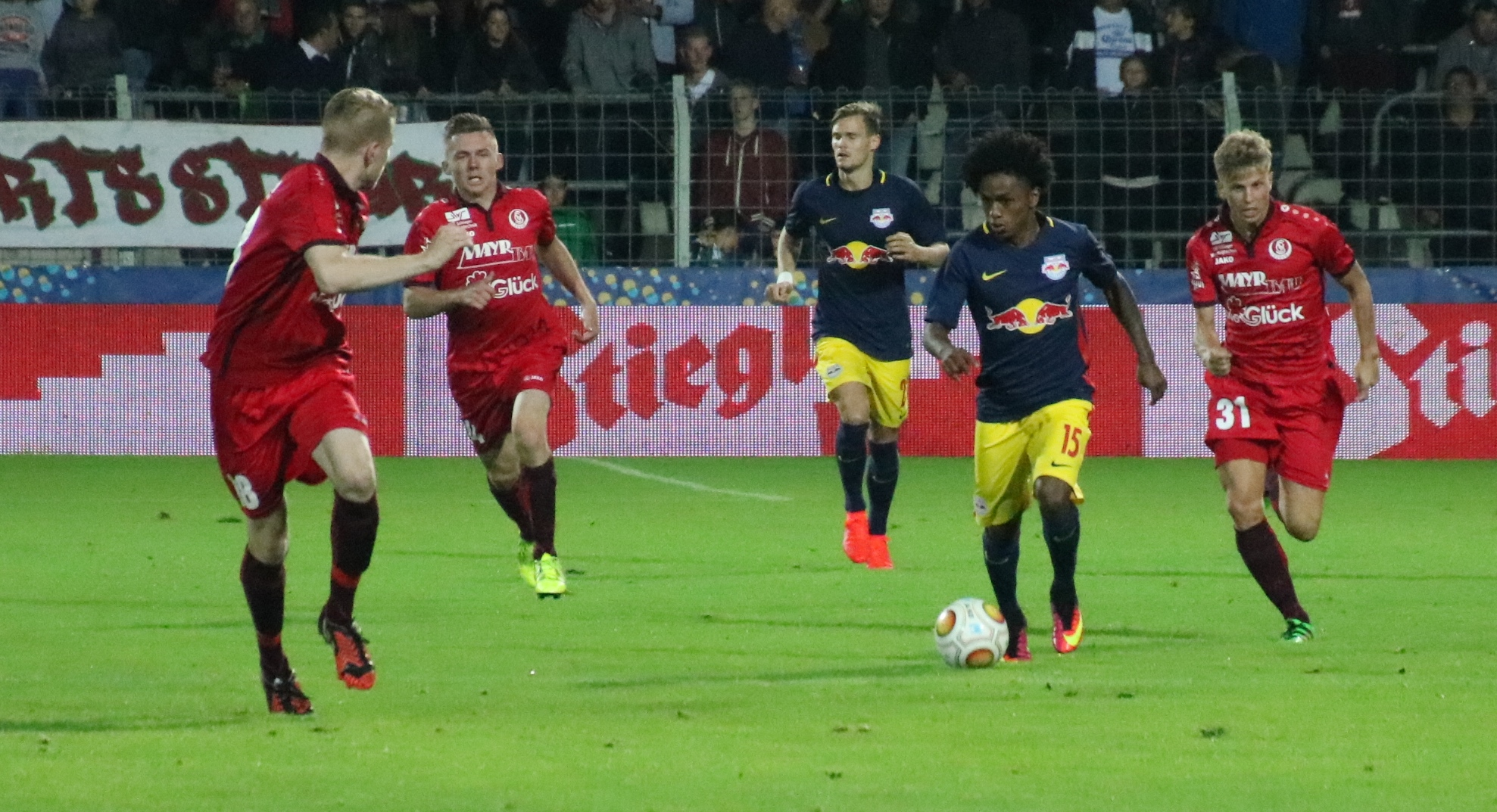
Der amtierende Cupsieger FC Red Bull Salzburg (blaue Dressen) setzte sich beim SK Vorwärts Steyr verdient mit 3:1 durch.

Die Spiele der 1. Runde fanden am 15./16./17. Juli 2016 statt. Eine Ausnahme bildete das Wiener Derby des SK Rapid Wien beim FC Karabakh, das wegen der Eröffnung des Allianz Stadions bereits am 8. Juli 2016 stattfand.
| Datum                 | Liga | Liga | Liga | Heimmannschaft | | Gastmannschaft | Ergebnis |
| --------------------- | --- | --- | --- | --- | --- | --- | --- |
| 08.07.2016            | LL | – | BL | FC Karabakh Wien (LC) | – | SK Rapid Wien | 1:3 (0:1) |
| SR: Weinberger        | Torschützen: | Torschützen: | Torschützen: | 0:1 (22.) Joelinton, 0:2 (53.) Steffen Hofmann, 0:3 (67.) Stefan Schwab, 1:3 (90.) Erdal Kara | 0:1 (22.) Joelinton, 0:2 (53.) Steffen Hofmann, 0:3 (67.) Stefan Schwab, 1:3 (90.) Erdal Kara | 0:1 (22.) Joelinton, 0:2 (53.) Steffen Hofmann, 0:3 (67.) Stefan Schwab, 1:3 (90.) Erdal Kara | 0:1 (22.) Joelinton, 0:2 (53.) Steffen Hofmann, 0:3 (67.) Stefan Schwab, 1:3 (90.) Erdal Kara |
| 15.07.2016            | RL | – | RL | SC Kalsdorf | – | SK Austria Klagenfurt | 4:0 (2:0) |
| SR: Sadikovski        | Torschützen: | Torschützen: | Torschützen: | 1:0 (21.) Andreas Fischer, 2:0 (33.) Christian Pein, 3:0 (62.) Nikola Frljužec, 4:0 (90.) Christian Pein | 1:0 (21.) Andreas Fischer, 2:0 (33.) Christian Pein, 3:0 (62.) Nikola Frljužec, 4:0 (90.) Christian Pein | 1:0 (21.) Andreas Fischer, 2:0 (33.) Christian Pein, 3:0 (62.) Nikola Frljužec, 4:0 (90.) Christian Pein | 1:0 (21.) Andreas Fischer, 2:0 (33.) Christian Pein, 3:0 (62.) Nikola Frljužec, 4:0 (90.) Christian Pein |
| 15.07.2016            | RL | – | RL | Wiener Sportklub | – | SC Ritzing | 0:3 (0:0) |
| SR: Baier             | Torschützen: | Torschützen: | Torschützen: | 0:1 (57.) David Witteveen, 0:2 (60.) Daniel Wolf, 0:3 (85.) David Witteveen | 0:1 (57.) David Witteveen, 0:2 (60.) Daniel Wolf, 0:3 (85.) David Witteveen | 0:1 (57.) David Witteveen, 0:2 (60.) Daniel Wolf, 0:3 (85.) David Witteveen | 0:1 (57.) David Witteveen, 0:2 (60.) Daniel Wolf, 0:3 (85.) David Witteveen |
| 15.07.2016            | RL | – | LL | SKU Amstetten | – | SV Wienerberg | 0:0 / 3:0 n. V. |
| SR: Untergasser       | Torschützen: | Torschützen: | Torschützen: | 1:0 (103.) Milan Vuković, 2:0 (110.) Patrick Lachmayr, 3:0 (117.) Leo Zefi Gelb-Rote Karte für Thomas Kral (Wienerberg, 111.) | 1:0 (103.) Milan Vuković, 2:0 (110.) Patrick Lachmayr, 3:0 (117.) Leo Zefi Gelb-Rote Karte für Thomas Kral (Wienerberg, 111.) | 1:0 (103.) Milan Vuković, 2:0 (110.) Patrick Lachmayr, 3:0 (117.) Leo Zefi Gelb-Rote Karte für Thomas Kral (Wienerberg, 111.) | 1:0 (103.) Milan Vuković, 2:0 (110.) Patrick Lachmayr, 3:0 (117.) Leo Zefi Gelb-Rote Karte für Thomas Kral (Wienerberg, 111.) |
| 15.07.2016            | RL | – | RL | Deutschlandsberger SC | – | SV Lafnitz (LC) | 1:3 (0:1) |
| SR: Hasanovic         | Torschützen: | Torschützen: | Torschützen: | 0:1 (38.) Wolfgang Waldl, 0:2 (60.) Julian Tomka, 0:3 (84.) Wolfgang Waldl, 1:3 (86.) Ante Kordić | 0:1 (38.) Wolfgang Waldl, 0:2 (60.) Julian Tomka, 0:3 (84.) Wolfgang Waldl, 1:3 (86.) Ante Kordić | 0:1 (38.) Wolfgang Waldl, 0:2 (60.) Julian Tomka, 0:3 (84.) Wolfgang Waldl, 1:3 (86.) Ante Kordić | 0:1 (38.) Wolfgang Waldl, 0:2 (60.) Julian Tomka, 0:3 (84.) Wolfgang Waldl, 1:3 (86.) Ante Kordić |
| 15.07.2016            | RL | – | LL | First Vienna FC 1894 | – | SK Treibach (LC) | 6:0 (3:0) |
| SR: Gmeiner           | Torschützen: | Torschützen: | Torschützen: | 1:0 (26.) Martin Stehlik, 2:0 (34.) Markus Katzer, 3:0 (36.) Mensur Kurtisi, 4:0 (55.) Eren Keleş, 5:0 (63.) Mensur Kurtisi, 6:0 (82.) Mensur Kurtisi Gelb-Rote Karte für Hanno Wachernig (Treibach, 86.) | 1:0 (26.) Martin Stehlik, 2:0 (34.) Markus Katzer, 3:0 (36.) Mensur Kurtisi, 4:0 (55.) Eren Keleş, 5:0 (63.) Mensur Kurtisi, 6:0 (82.) Mensur Kurtisi Gelb-Rote Karte für Hanno Wachernig (Treibach, 86.) | 1:0 (26.) Martin Stehlik, 2:0 (34.) Markus Katzer, 3:0 (36.) Mensur Kurtisi, 4:0 (55.) Eren Keleş, 5:0 (63.) Mensur Kurtisi, 6:0 (82.) Mensur Kurtisi Gelb-Rote Karte für Hanno Wachernig (Treibach, 86.) | 1:0 (26.) Martin Stehlik, 2:0 (34.) Markus Katzer, 3:0 (36.) Mensur Kurtisi, 4:0 (55.) Eren Keleş, 5:0 (63.) Mensur Kurtisi, 6:0 (82.) Mensur Kurtisi Gelb-Rote Karte für Hanno Wachernig (Treibach, 86.) |
| 15.07.2016            | L5 | – | RL | SK Bad Wimsbach (LC) | – | SV Austria Salzburg | 3:1 (2:0) |
| SR: Wieser            | Torschützen: | Torschützen: | Torschützen: | 1:0 (25.) Dietmar Gruber, 2:0 (35.) Thomas Plasser, 2:1 (64.) Danis Rekic, 3:1 (75.) Thomas Plasser | 1:0 (25.) Dietmar Gruber, 2:0 (35.) Thomas Plasser, 2:1 (64.) Danis Rekic, 3:1 (75.) Thomas Plasser | 1:0 (25.) Dietmar Gruber, 2:0 (35.) Thomas Plasser, 2:1 (64.) Danis Rekic, 3:1 (75.) Thomas Plasser | 1:0 (25.) Dietmar Gruber, 2:0 (35.) Thomas Plasser, 2:1 (64.) Danis Rekic, 3:1 (75.) Thomas Plasser |
| 15.07.2016            | RL | – | RL | FC Gleisdorf 09 | – | TSV Hartberg | 1:1 (1:0) / 2:2 n. V. / 3:5 i. E. |
| SR: Günter Messner    | Torschützen: | Torschützen: | Torschützen: | 1:0 (21.) Markus Ostermann, 1:1 (90.) Roko Mišlov, 1:2 (98.) Kevin Vaschauner, 2:2 (112.) Markus Farnleitner Gelb-Rote Karte für Markus Farnleitner (Gleisdorf, 117.) | 1:0 (21.) Markus Ostermann, 1:1 (90.) Roko Mišlov, 1:2 (98.) Kevin Vaschauner, 2:2 (112.) Markus Farnleitner Gelb-Rote Karte für Markus Farnleitner (Gleisdorf, 117.) | 1:0 (21.) Markus Ostermann, 1:1 (90.) Roko Mišlov, 1:2 (98.) Kevin Vaschauner, 2:2 (112.) Markus Farnleitner Gelb-Rote Karte für Markus Farnleitner (Gleisdorf, 117.) | 1:0 (21.) Markus Ostermann, 1:1 (90.) Roko Mišlov, 1:2 (98.) Kevin Vaschauner, 2:2 (112.) Markus Farnleitner Gelb-Rote Karte für Markus Farnleitner (Gleisdorf, 117.) |
| 15.07.2016            | LL | – | BL | Kremser SC | – | SKN St. Pölten | 0:2 (0:0) |
| SR: Weinberger        | Torschützen: | Torschützen: | Torschützen: | 0:1 (53.) Lukas Thürauer, 0:2 (62.) Florian Mader | 0:1 (53.) Lukas Thürauer, 0:2 (62.) Florian Mader | 0:1 (53.) Lukas Thürauer, 0:2 (62.) Florian Mader | 0:1 (53.) Lukas Thürauer, 0:2 (62.) Florian Mader |
| 15.07.2016            | L6 | – | EL | SVg Purgstall (LC) | – | Kapfenberger SV | 0:6 (0:3) |
| SR: Praschl           | Torschützen: | Torschützen: | Torschützen: | 0:1 (12.) Tomi Petrović, 0:2 (25.) Jorge Elias, 0:3 (35., Elfmeter) João Victor, 0:4 (57.) Jorge Elias, 0:5 (77.) Patrick Schagerl, 0:6 (81., Elfmeter) Florian Flecker | 0:1 (12.) Tomi Petrović, 0:2 (25.) Jorge Elias, 0:3 (35., Elfmeter) João Victor, 0:4 (57.) Jorge Elias, 0:5 (77.) Patrick Schagerl, 0:6 (81., Elfmeter) Florian Flecker | 0:1 (12.) Tomi Petrović, 0:2 (25.) Jorge Elias, 0:3 (35., Elfmeter) João Victor, 0:4 (57.) Jorge Elias, 0:5 (77.) Patrick Schagerl, 0:6 (81., Elfmeter) Florian Flecker | 0:1 (12.) Tomi Petrović, 0:2 (25.) Jorge Elias, 0:3 (35., Elfmeter) João Victor, 0:4 (57.) Jorge Elias, 0:5 (77.) Patrick Schagerl, 0:6 (81., Elfmeter) Florian Flecker |
| 15.07.2016            | RL | – | BL | ASK Ebreichsdorf | – | Wolfsberger AC | 1:0 (1:0) |
| SR: Harkam            | Torschützen: | Torschützen: | Torschützen: | 1:0 (39.) Marjan Markić | 1:0 (39.) Marjan Markić | 1:0 (39.) Marjan Markić | 1:0 (39.) Marjan Markić |
| 15.07.2016            | RL | – | EL | ATSV Wolfsberg | – | Floridsdorfer AC | 0:3 (0:1) |
| SR: Eisner            | Torschützen: | Torschützen: | Torschützen: | 0:1 (40.) Thomas Hirschhofer, 0:2 (59.) Marco Sahanek, 0:3 (76.) Adrian Grbić | 0:1 (40.) Thomas Hirschhofer, 0:2 (59.) Marco Sahanek, 0:3 (76.) Adrian Grbić | 0:1 (40.) Thomas Hirschhofer, 0:2 (59.) Marco Sahanek, 0:3 (76.) Adrian Grbić | 0:1 (40.) Thomas Hirschhofer, 0:2 (59.) Marco Sahanek, 0:3 (76.) Adrian Grbić |
| 15.07.2016            | RL | – | BL | FC Stadlau | – | SK Sturm Graz | 0:2 (0:0) |
| SR: Drachta           | Torschützen: | Torschützen: | Torschützen: | 0:1 (78.) Roman Kienast, 0:2 (90.) Roman Kienast | 0:1 (78.) Roman Kienast, 0:2 (90.) Roman Kienast | 0:1 (78.) Roman Kienast, 0:2 (90.) Roman Kienast | 0:1 (78.) Roman Kienast, 0:2 (90.) Roman Kienast |
| 15.07.2016            | RL | – | EL | SC-ESV Parndorf 1919 | – | LASK Linz | 2:2 (0:2) / 2:3 n. V. |
| SR: Lechner           | Torschützen: | Torschützen: | Torschützen: | 0:1 (36.) Fabiano, 0:2 (41.) Rajko Rep, 1:2 (67.) Dominik Silberbauer, 2:2 (90.) Gerhard Karner, 2:3 (115.) Rajko Rep Rote Karte für Stefan Krell (Parndorf, 117.) wegen Verhinderung einer Torchance | 0:1 (36.) Fabiano, 0:2 (41.) Rajko Rep, 1:2 (67.) Dominik Silberbauer, 2:2 (90.) Gerhard Karner, 2:3 (115.) Rajko Rep Rote Karte für Stefan Krell (Parndorf, 117.) wegen Verhinderung einer Torchance | 0:1 (36.) Fabiano, 0:2 (41.) Rajko Rep, 1:2 (67.) Dominik Silberbauer, 2:2 (90.) Gerhard Karner, 2:3 (115.) Rajko Rep Rote Karte für Stefan Krell (Parndorf, 117.) wegen Verhinderung einer Torchance | 0:1 (36.) Fabiano, 0:2 (41.) Rajko Rep, 1:2 (67.) Dominik Silberbauer, 2:2 (90.) Gerhard Karner, 2:3 (115.) Rajko Rep Rote Karte für Stefan Krell (Parndorf, 117.) wegen Verhinderung einer Torchance |
| 15.07.2016            | RL | – | BL | SK Vorwärts Steyr | – | FC Red Bull Salzburg (M, C) | 1:3 (0:0) |
| SR: Hameter           | Torschützen: | Torschützen: | Torschützen: | 0:1 (61., Strafstoß) Stefan Lainer, 0:2 (78.) Bernardo, 0:3 (90. +2) Takumi Minamino, 1:3 (90. +3) Stefan Gotthartsleitner | 0:1 (61., Strafstoß) Stefan Lainer, 0:2 (78.) Bernardo, 0:3 (90. +2) Takumi Minamino, 1:3 (90. +3) Stefan Gotthartsleitner | 0:1 (61., Strafstoß) Stefan Lainer, 0:2 (78.) Bernardo, 0:3 (90. +2) Takumi Minamino, 1:3 (90. +3) Stefan Gotthartsleitner | 0:1 (61., Strafstoß) Stefan Lainer, 0:2 (78.) Bernardo, 0:3 (90. +2) Takumi Minamino, 1:3 (90. +3) Stefan Gotthartsleitner |
| 15.07.2016            | RL | – | EL | SV Grieskirchen | – | SC Wiener Neustadt | 0:2 (0:0) |
| SR: Ciochirca         | Torschützen: | Torschützen: | Torschützen: | 0:1 (51.) Markus Rusek, 0:2 (84.) Manfred Fischer | 0:1 (51.) Markus Rusek, 0:2 (84.) Manfred Fischer | 0:1 (51.) Markus Rusek, 0:2 (84.) Manfred Fischer | 0:1 (51.) Markus Rusek, 0:2 (84.) Manfred Fischer |
| 15.07.2016            | RL | – | EL | SC Neusiedl am See | – | WSG Wattens | 2:2 (2:0) / 3:5 n. V. |
| SR: Gnam              | Torschützen: | Torschützen: | Torschützen: | 1:0 (8.) Pierre Min Zhen Wang, 2:0 (31.) Gábor Márkus, 2:1 (59.) Milan Jurdík, 2:2 (65.) Benjamin Pranter, 2:3 (96.) Milan Jurdík, 3:3 (105.) Gábor Márkus, 3:4 (106.) Kevin Nitzlnader, 3:5 (120. +2) Khurram Shazad | 1:0 (8.) Pierre Min Zhen Wang, 2:0 (31.) Gábor Márkus, 2:1 (59.) Milan Jurdík, 2:2 (65.) Benjamin Pranter, 2:3 (96.) Milan Jurdík, 3:3 (105.) Gábor Márkus, 3:4 (106.) Kevin Nitzlnader, 3:5 (120. +2) Khurram Shazad | 1:0 (8.) Pierre Min Zhen Wang, 2:0 (31.) Gábor Márkus, 2:1 (59.) Milan Jurdík, 2:2 (65.) Benjamin Pranter, 2:3 (96.) Milan Jurdík, 3:3 (105.) Gábor Márkus, 3:4 (106.) Kevin Nitzlnader, 3:5 (120. +2) Khurram Shazad | 1:0 (8.) Pierre Min Zhen Wang, 2:0 (31.) Gábor Márkus, 2:1 (59.) Milan Jurdík, 2:2 (65.) Benjamin Pranter, 2:3 (96.) Milan Jurdík, 3:3 (105.) Gábor Márkus, 3:4 (106.) Kevin Nitzlnader, 3:5 (120. +2) Khurram Shazad |
| 16.07.2016            | LL | – | RL | SV Leobendorf | – | USV Allerheiligen | 0:0 / 0:0 n. V. / 3:1 i. E. |
| SR: Spurny            | Torschützen: | Torschützen: | Torschützen: | keine | keine | keine | keine |
| 16.07.2016            | RL | – | RL | FC Hard | – | Union St. Florian | 0:1 (0:1) |
| SR: Fischer           | Torschützen: | Torschützen: | Torschützen: | 0:1 (14.) Marco Mittermayr Rote Karte für Rexhe Bytyci /St. Florian, 90. +4) | 0:1 (14.) Marco Mittermayr Rote Karte für Rexhe Bytyci /St. Florian, 90. +4) | 0:1 (14.) Marco Mittermayr Rote Karte für Rexhe Bytyci /St. Florian, 90. +4) | 0:1 (14.) Marco Mittermayr Rote Karte für Rexhe Bytyci /St. Florian, 90. +4) |
| 16.07.2016            | RL | – | RL | TSV St. Johann | – | Union Gurten | 0:3 (0:1) |
| SR: Felix Ouschan     | Torschützen: | Torschützen: | Torschützen: | 0:1 (22.) René Wirth, 0:2 (52.) Florian Hirsch, 0:3 (80., Elfmeter) Fabian Wimmleitner | 0:1 (22.) René Wirth, 0:2 (52.) Florian Hirsch, 0:3 (80., Elfmeter) Fabian Wimmleitner | 0:1 (22.) René Wirth, 0:2 (52.) Florian Hirsch, 0:3 (80., Elfmeter) Fabian Wimmleitner | 0:1 (22.) René Wirth, 0:2 (52.) Florian Hirsch, 0:3 (80., Elfmeter) Fabian Wimmleitner |
| 16.07.2016            | RL | – | LL | SC Schwaz | – | FC Bergheim | 4:3 (0:2) |
| SR: Ebner             | Torschützen: | Torschützen: | Torschützen: | 0:1 (16., Elfmeter) Alexander Peter, 0:2 (42.) Johann Högler, 1:2 (61.) Nino Schuler, 2:2 (64.) Manuel Wildauer, 3:2 (82.) Sandro Essl, 4:2 (87.) Baris Harmanci, 4:3 (90. +1) Alexander Peter | 0:1 (16., Elfmeter) Alexander Peter, 0:2 (42.) Johann Högler, 1:2 (61.) Nino Schuler, 2:2 (64.) Manuel Wildauer, 3:2 (82.) Sandro Essl, 4:2 (87.) Baris Harmanci, 4:3 (90. +1) Alexander Peter | 0:1 (16., Elfmeter) Alexander Peter, 0:2 (42.) Johann Högler, 1:2 (61.) Nino Schuler, 2:2 (64.) Manuel Wildauer, 3:2 (82.) Sandro Essl, 4:2 (87.) Baris Harmanci, 4:3 (90. +1) Alexander Peter | 0:1 (16., Elfmeter) Alexander Peter, 0:2 (42.) Johann Högler, 1:2 (61.) Nino Schuler, 2:2 (64.) Manuel Wildauer, 3:2 (82.) Sandro Essl, 4:2 (87.) Baris Harmanci, 4:3 (90. +1) Alexander Peter |
| 16.07.2016            | RL | – | RL | VfB Hohenems | – | SV Grödig | 0:4 (0:4) |
| SR: Isgören           | Torschützen: | Torschützen: | Torschützen: | 0:1 (22.) Markus Wallner, 0:2 (24.) Umberto Gruber, 0:3 (27.) Markus Wallner, 0:4 (35.) Umberto Gruber | 0:1 (22.) Markus Wallner, 0:2 (24.) Umberto Gruber, 0:3 (27.) Markus Wallner, 0:4 (35.) Umberto Gruber | 0:1 (22.) Markus Wallner, 0:2 (24.) Umberto Gruber, 0:3 (27.) Markus Wallner, 0:4 (35.) Umberto Gruber | 0:1 (22.) Markus Wallner, 0:2 (24.) Umberto Gruber, 0:3 (27.) Markus Wallner, 0:4 (35.) Umberto Gruber |
| 16.07.2016            | RL | – | BL | FC Kufstein | – | SV Ried | 1:4 (1:1) |
| SR: Baumann           | Torschützen: | Torschützen: | Torschützen: | 1:0 (11., Elfmeter) Mathias Treichl, 1:1 (35.) Clemens Walch, 1:2 (57.) Clemens Walch, 1:3 (58.) Clemens Walch, 1:4 (60.) Thomas Fröschl | 1:0 (11., Elfmeter) Mathias Treichl, 1:1 (35.) Clemens Walch, 1:2 (57.) Clemens Walch, 1:3 (58.) Clemens Walch, 1:4 (60.) Thomas Fröschl | 1:0 (11., Elfmeter) Mathias Treichl, 1:1 (35.) Clemens Walch, 1:2 (57.) Clemens Walch, 1:3 (58.) Clemens Walch, 1:4 (60.) Thomas Fröschl | 1:0 (11., Elfmeter) Mathias Treichl, 1:1 (35.) Clemens Walch, 1:2 (57.) Clemens Walch, 1:3 (58.) Clemens Walch, 1:4 (60.) Thomas Fröschl |
| 16.07.2016            | RL | – | EL | FCM Traiskirchen | – | SV Horn | 1:3 (1:0) |
| SR: Gishamer          | Torschützen: | Torschützen: | Torschützen: | 1:0 (8.) Sascha Steinacher, 1:1 (46.) Oliver Pranjic, 1:2 (59.) Balakiyem Takougnadi, 1:3 (84.) Nils Zatl | 1:0 (8.) Sascha Steinacher, 1:1 (46.) Oliver Pranjic, 1:2 (59.) Balakiyem Takougnadi, 1:3 (84.) Nils Zatl | 1:0 (8.) Sascha Steinacher, 1:1 (46.) Oliver Pranjic, 1:2 (59.) Balakiyem Takougnadi, 1:3 (84.) Nils Zatl | 1:0 (8.) Sascha Steinacher, 1:1 (46.) Oliver Pranjic, 1:2 (59.) Balakiyem Takougnadi, 1:3 (84.) Nils Zatl |
| 16.07.2016            | RL | – | EL | ATSV Stadl-Paura | – | FC Blau-Weiß Linz | 0:1 (0:1) |
| SR: Trattnig          | Torschützen: | Torschützen: | Torschützen: | 0:1 (2.) Lukas Gabriel | 0:1 (2.) Lukas Gabriel | 0:1 (2.) Lukas Gabriel | 0:1 (2.) Lukas Gabriel |
| 16.07.2016            | LL | – | EL | ATUS Ferlach | – | SC Austria Lustenau | 1:6 (0:2) |
| SR: Muckenhammer      | Torschützen: | Torschützen: | Torschützen: | 0:1 (9.) Raphael Dwamena, 0:2 (38., Elfmeter) Julian Wießmeier, 0:3 (64.) Julian Wießmeier, 1:3 (66.) Stephan Stückler, 1:4 (78., Elfmeter) Julian Wießmeier, 1:5 (82.) Raphael Dwamena, 1:6 (87.) İlkay Durmuş | 0:1 (9.) Raphael Dwamena, 0:2 (38., Elfmeter) Julian Wießmeier, 0:3 (64.) Julian Wießmeier, 1:3 (66.) Stephan Stückler, 1:4 (78., Elfmeter) Julian Wießmeier, 1:5 (82.) Raphael Dwamena, 1:6 (87.) İlkay Durmuş | 0:1 (9.) Raphael Dwamena, 0:2 (38., Elfmeter) Julian Wießmeier, 0:3 (64.) Julian Wießmeier, 1:3 (66.) Stephan Stückler, 1:4 (78., Elfmeter) Julian Wießmeier, 1:5 (82.) Raphael Dwamena, 1:6 (87.) İlkay Durmuş | 0:1 (9.) Raphael Dwamena, 0:2 (38., Elfmeter) Julian Wießmeier, 0:3 (64.) Julian Wießmeier, 1:3 (66.) Stephan Stückler, 1:4 (78., Elfmeter) Julian Wießmeier, 1:5 (82.) Raphael Dwamena, 1:6 (87.) İlkay Durmuş |
| 16.07.2016            | RL | – | BL | USK Anif (LC) | – | SCR Altach | 0:1 (0:1) |
| SR: Altmann           | Torschützen: | Torschützen: | Torschützen: | 0:1 (13.) Nikola Dovedan | 0:1 (13.) Nikola Dovedan | 0:1 (13.) Nikola Dovedan | 0:1 (13.) Nikola Dovedan |
| 17.07.2016            | LL | – | BL | Dornbirner SV (LC) | – | FC Admira Wacker Mödling | 1:4 (0:1) |
| SR: Heiß              | Torschützen: | Torschützen: | Torschützen: | 0:1 (16.) Toni Vastić, 0:2 (56.) Christoph Monschein, 0:3 (83.) Christoph Monschein, 0:4 (86.) Markus Blutsch, 1:4 (90.) Julian Erhart Gelb-Rote Karte für Fabio Strauss (Admira, 70.) | 0:1 (16.) Toni Vastić, 0:2 (56.) Christoph Monschein, 0:3 (83.) Christoph Monschein, 0:4 (86.) Markus Blutsch, 1:4 (90.) Julian Erhart Gelb-Rote Karte für Fabio Strauss (Admira, 70.) | 0:1 (16.) Toni Vastić, 0:2 (56.) Christoph Monschein, 0:3 (83.) Christoph Monschein, 0:4 (86.) Markus Blutsch, 1:4 (90.) Julian Erhart Gelb-Rote Karte für Fabio Strauss (Admira, 70.) | 0:1 (16.) Toni Vastić, 0:2 (56.) Christoph Monschein, 0:3 (83.) Christoph Monschein, 0:4 (86.) Markus Blutsch, 1:4 (90.) Julian Erhart Gelb-Rote Karte für Fabio Strauss (Admira, 70.) |
| 17.07.2016            | RL | – | LL | SV Wörgl | – | FC Kitzbühel (LC) | 2:2 (1:0) / 2:4 n. V. |
| SR: Talic             | Torschützen: | Torschützen: | Torschützen: | 1:0 (24.) Dejan Kostadinovic, 1:1 (59.) Christian Pauli, 1:2 (67.) Christian Pauli, 2:2 (73., Elfmeter) Dejan Kostadinovic, 2:3 (95., Elfmeter) Thomas Hartl, 2:4 (102.) Peter Gartner Rote Karte für Peter Hajda (Wörgl, 96.) | 1:0 (24.) Dejan Kostadinovic, 1:1 (59.) Christian Pauli, 1:2 (67.) Christian Pauli, 2:2 (73., Elfmeter) Dejan Kostadinovic, 2:3 (95., Elfmeter) Thomas Hartl, 2:4 (102.) Peter Gartner Rote Karte für Peter Hajda (Wörgl, 96.) | 1:0 (24.) Dejan Kostadinovic, 1:1 (59.) Christian Pauli, 1:2 (67.) Christian Pauli, 2:2 (73., Elfmeter) Dejan Kostadinovic, 2:3 (95., Elfmeter) Thomas Hartl, 2:4 (102.) Peter Gartner Rote Karte für Peter Hajda (Wörgl, 96.) | 1:0 (24.) Dejan Kostadinovic, 1:1 (59.) Christian Pauli, 1:2 (67.) Christian Pauli, 2:2 (73., Elfmeter) Dejan Kostadinovic, 2:3 (95., Elfmeter) Thomas Hartl, 2:4 (102.) Peter Gartner Rote Karte für Peter Hajda (Wörgl, 96.) |
| 17.07.2016            | L5 | – | BL | USV Rudersdorf (LC) | – | SV Mattersburg | 0:7 (0:3) |
| SR: Kijas             | Torschützen: | Torschützen: | Torschützen: | 0:1 (11.) Mario Grgić, 0:2 (16.) Patrick Bürger, 0:3 (26.) Thorsten Röcher, 0:4 (59.) Alexander Ibser, 0:5 (69.) Alexander Ibser, 0:6 (73.) Manuel Seidl, 0:7 (88.) Florian Templ | 0:1 (11.) Mario Grgić, 0:2 (16.) Patrick Bürger, 0:3 (26.) Thorsten Röcher, 0:4 (59.) Alexander Ibser, 0:5 (69.) Alexander Ibser, 0:6 (73.) Manuel Seidl, 0:7 (88.) Florian Templ | 0:1 (11.) Mario Grgić, 0:2 (16.) Patrick Bürger, 0:3 (26.) Thorsten Röcher, 0:4 (59.) Alexander Ibser, 0:5 (69.) Alexander Ibser, 0:6 (73.) Manuel Seidl, 0:7 (88.) Florian Templ | 0:1 (11.) Mario Grgić, 0:2 (16.) Patrick Bürger, 0:3 (26.) Thorsten Röcher, 0:4 (59.) Alexander Ibser, 0:5 (69.) Alexander Ibser, 0:6 (73.) Manuel Seidl, 0:7 (88.) Florian Templ |
| 17.07.2016            | RL | – | BL | FC Dornbirn 1913 | – | FK Austria Wien | 0:6 (0:3) |
| SR: Christopher Jäger | Torschützen: | Torschützen: | Torschützen: | 0:1 (17.) Marko Kvasina, 0:2 (30.) Roi Kehat, 0:3 (37.) Roi Kehat, 0:4 (47.) Felipe Pires, 0:5 (56.) Ismael Tajouri, 0:6 (68.) Tarkan Serbest | 0:1 (17.) Marko Kvasina, 0:2 (30.) Roi Kehat, 0:3 (37.) Roi Kehat, 0:4 (47.) Felipe Pires, 0:5 (56.) Ismael Tajouri, 0:6 (68.) Tarkan Serbest | 0:1 (17.) Marko Kvasina, 0:2 (30.) Roi Kehat, 0:3 (37.) Roi Kehat, 0:4 (47.) Felipe Pires, 0:5 (56.) Ismael Tajouri, 0:6 (68.) Tarkan Serbest | 0:1 (17.) Marko Kvasina, 0:2 (30.) Roi Kehat, 0:3 (37.) Roi Kehat, 0:4 (47.) Felipe Pires, 0:5 (56.) Ismael Tajouri, 0:6 (68.) Tarkan Serbest |
| 17.07.2016            | RL | – | EL | SC Mannsdorf | – | FC Wacker Innsbruck | 2:2 (1:1) / 3:3 n. V. / 4:3 i. E. |
| SR: M. Schüttengruber | Torschützen: | Torschützen: | Torschützen: | 1:0 (25.) Nenad Panić, 1:1 (40.) Claudio Holenstein, 1:2 (51.) Florian Jamnig, 2:2 (69.) Nenad Panić, 2:3 (105.) Claudio Holenstein, 3:3 (109.) Christoph Saurer | 1:0 (25.) Nenad Panić, 1:1 (40.) Claudio Holenstein, 1:2 (51.) Florian Jamnig, 2:2 (69.) Nenad Panić, 2:3 (105.) Claudio Holenstein, 3:3 (109.) Christoph Saurer | 1:0 (25.) Nenad Panić, 1:1 (40.) Claudio Holenstein, 1:2 (51.) Florian Jamnig, 2:2 (69.) Nenad Panić, 2:3 (105.) Claudio Holenstein, 3:3 (109.) Christoph Saurer | 1:0 (25.) Nenad Panić, 1:1 (40.) Claudio Holenstein, 1:2 (51.) Florian Jamnig, 2:2 (69.) Nenad Panić, 2:3 (105.) Claudio Holenstein, 3:3 (109.) Christoph Saurer |
| Legende:              | BL = Bundesliga (1. Leistungsstufe) – EL = Erste Liga (2. Leistungsstufe) – RL = Regionalliga (3. Leistungsstufe) LL = Landesliga (4. Leistungsstufe) – L5 = 5. Leistungsstufe – L6 = 6. Leistungsstufe M = amtierender Meister – C = amtierender Cupsieger – LC = amtierender Landescupsieger n. V. = Nach Verlängerung – i. E. = im Elfmeterschießen | BL = Bundesliga (1. Leistungsstufe) – EL = Erste Liga (2. Leistungsstufe) – RL = Regionalliga (3. Leistungsstufe) LL = Landesliga (4. Leistungsstufe) – L5 = 5. Leistungsstufe – L6 = 6. Leistungsstufe M = amtierender Meister – C = amtierender Cupsieger – LC = amtierender Landescupsieger n. V. = Nach Verlängerung – i. E. = im Elfmeterschießen | BL = Bundesliga (1. Leistungsstufe) – EL = Erste Liga (2. Leistungsstufe) – RL = Regionalliga (3. Leistungsstufe) LL = Landesliga (4. Leistungsstufe) – L5 = 5. Leistungsstufe – L6 = 6. Leistungsstufe M = amtierender Meister – C = amtierender Cupsieger – LC = amtierender Landescupsieger n. V. = Nach Verlängerung – i. E. = im Elfmeterschießen | BL = Bundesliga (1. Leistungsstufe) – EL = Erste Liga (2. Leistungsstufe) – RL = Regionalliga (3. Leistungsstufe) LL = Landesliga (4. Leistungsstufe) – L5 = 5. Leistungsstufe – L6 = 6. Leistungsstufe M = amtierender Meister – C = amtierender Cupsieger – LC = amtierender Landescupsieger n. V. = Nach Verlängerung – i. E. = im Elfmeterschießen | BL = Bundesliga (1. Leistungsstufe) – EL = Erste Liga (2. Leistungsstufe) – RL = Regionalliga (3. Leistungsstufe) LL = Landesliga (4. Leistungsstufe) – L5 = 5. Leistungsstufe – L6 = 6. Leistungsstufe M = amtierender Meister – C = amtierender Cupsieger – LC = amtierender Landescupsieger n. V. = Nach Verlängerung – i. E. = im Elfmeterschießen | BL = Bundesliga (1. Leistungsstufe) – EL = Erste Liga (2. Leistungsstufe) – RL = Regionalliga (3. Leistungsstufe) LL = Landesliga (4. Leistungsstufe) – L5 = 5. Leistungsstufe – L6 = 6. Leistungsstufe M = amtierender Meister – C = amtierender Cupsieger – LC = amtierender Landescupsieger n. V. = Nach Verlängerung – i. E. = im Elfmeterschießen | BL = Bundesliga (1. Leistungsstufe) – EL = Erste Liga (2. Leistungsstufe) – RL = Regionalliga (3. Leistungsstufe) LL = Landesliga (4. Leistungsstufe) – L5 = 5. Leistungsstufe – L6 = 6. Leistungsstufe M = amtierender Meister – C = amtierender Cupsieger – LC = amtierender Landescupsieger n. V. = Nach Verlängerung – i. E. = im Elfmeterschießen |

## 2. Runde
Für die zweite Runde haben sich folgende Mannschaften qualifiziert:
| Bundesliga | Erste Liga | Landes-Cup-Sieger                                                          |
| --- | --- | -------------------------------------------------------------------------- |
| - SCR Altach - SK Sturm Graz - SV Mattersburg - FC Admira Wacker Mödling - SV Ried - FC Red Bull Salzburg - SKN St. Pölten - FK Austria Wien - SK Rapid Wien | - Floridsdorfer AC - SV Horn - Kapfenberger SV - FC Blau-Weiß Linz - LASK Linz - SC Austria Lustenau - WSG Wattens - SC Wiener Neustadt | - SK Bad Wimsbach (OÖ) (L5) - FC Kitzbühel (T) (LL) - SV Lafnitz (ST) (RL) |
| Regionalliga Ost | Regionalliga Mitte | Regionalliga West                                                          |
| - SKU Amstetten - ASK Ebreichsdorf - SC Mannsdorf - SC Ritzing - First Vienna FC 1894                                                                        | - Union Gurten - TSV Hartberg - SC Kalsdorf - Union St. Florian                                                                         | - SV Grödig - SC Schwaz                                                    |
| Landesligen | |                                                                            |
| | - SV Leobendorf |                                                                            |

Die Spiele der 2. Runde werden am Dienstag, den 20. und Mittwoch, den 21. September 2016 ausgetragen.

### Spielplan der 2. Runde

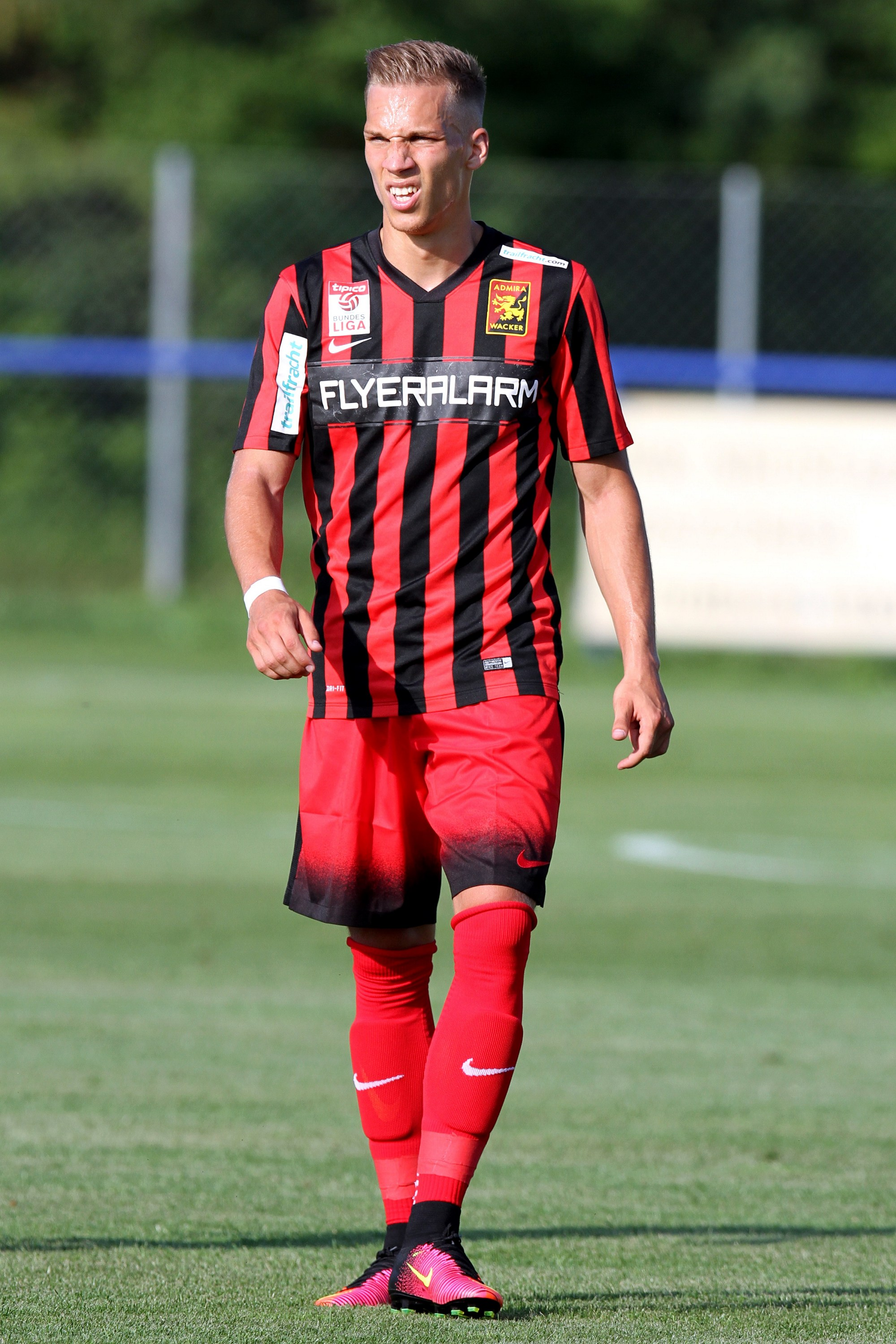
Christoph Monschein war mit drei Treffern für den FC Admira Wacker Mödling der herausragende Spieler der 2. Runde

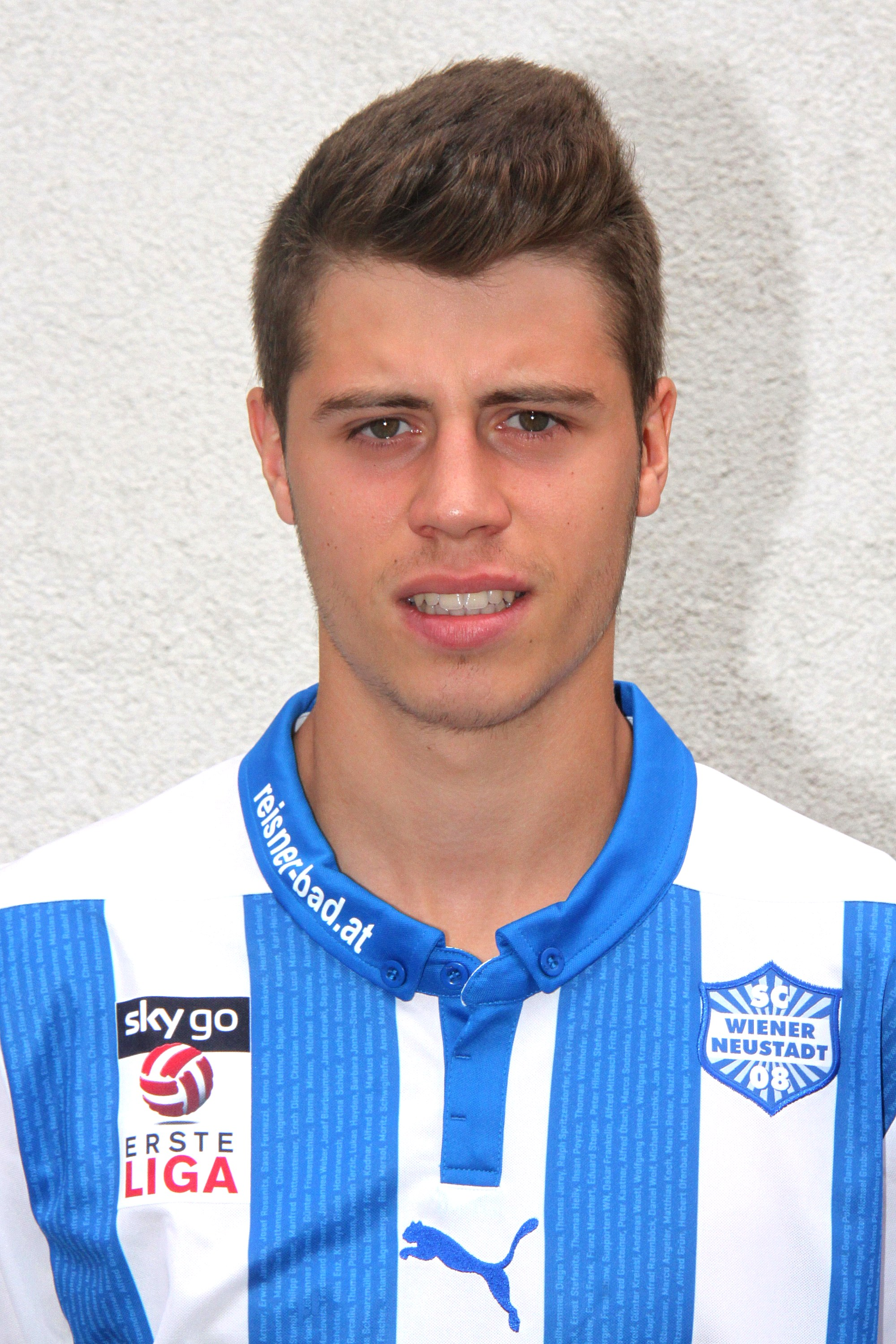
Mario Stefel war Doppeltorschütze für den SC Wiener Neustadt

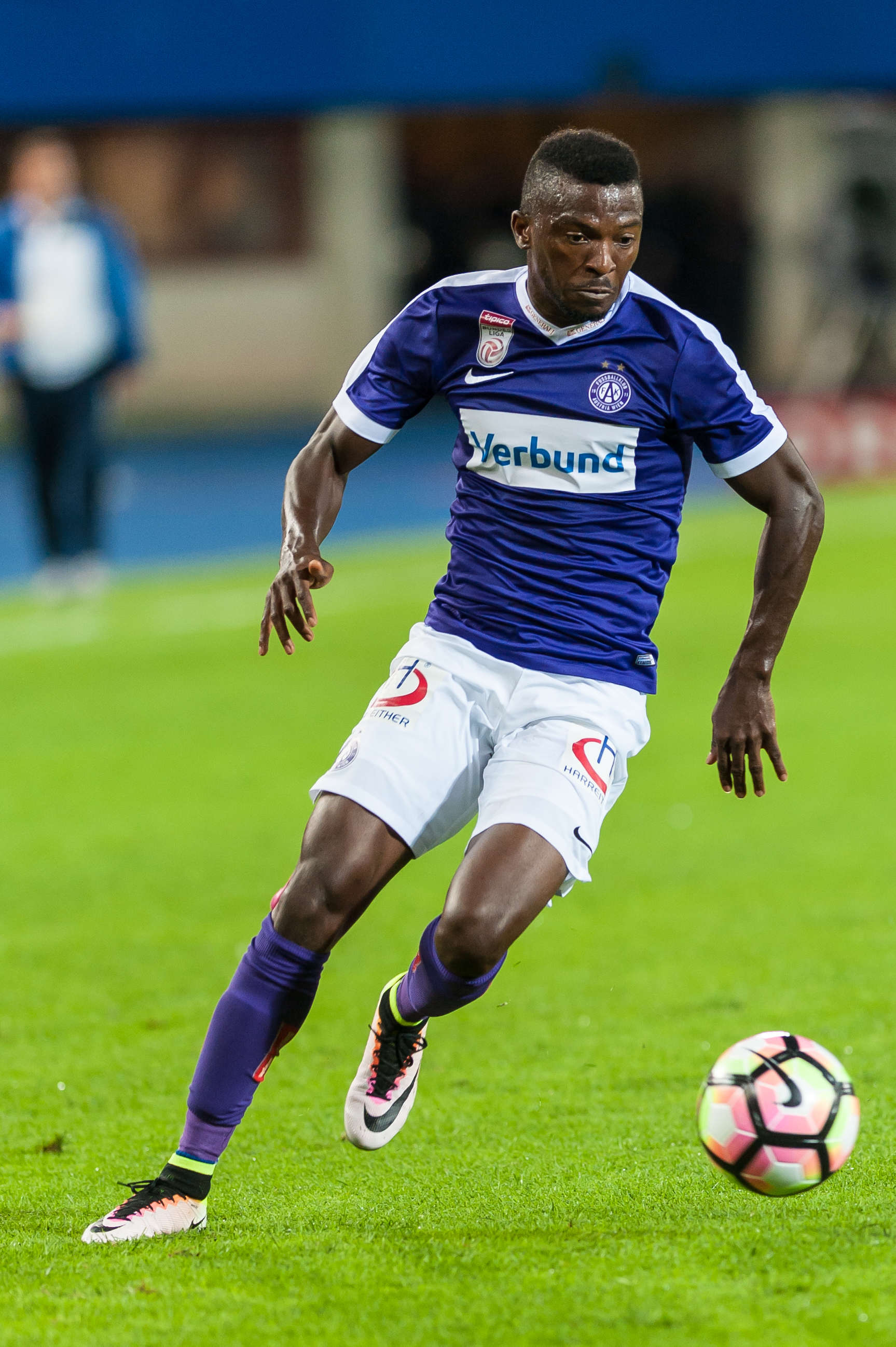
Dank der zwei Tore von Larry Kayode kam der FK Austria Wien auf die Siegerstraße

Die Auslosung der Spiele der 2. Runde wurde am 31. Juli 2016 im Rahmen der Beachvolleyball Major Series in Klagenfurt vorgenommen. Die Ziehung nahm der Generaldirektor des ÖFB, Alfred Ludwig, vor, der damit seine letzte offizielle Funktion wahrnahm. Ludwig ging mit Ablauf des 31. Juli 2016 in Pension.
| Datum                 | Liga | Liga | Liga | Heimmannschaft | | Gastmannschaft | Ergebnis |
| --------------------- | --- | --- | --- | --- | --- | --- | --- |
| 20.09.2016            | RL | – | EL | Union Gurten | – | Kapfenberger SV | 2:4 (1:0) |
| SR: Altmann           | Torschützen: | Torschützen: | Torschützen: | 1:0 (36.) Sebastian Zirnitzer, 1:1 (52., Eigentor) Simon Schnaitter, 1:2 (57., Strafstoß) João Victor, 2:2 (73., Strafstoß) Martin Feichtinger, 2:3 (81.) Maximilian Ritscher, 2:4 (87.) Sergi Arimany | 1:0 (36.) Sebastian Zirnitzer, 1:1 (52., Eigentor) Simon Schnaitter, 1:2 (57., Strafstoß) João Victor, 2:2 (73., Strafstoß) Martin Feichtinger, 2:3 (81.) Maximilian Ritscher, 2:4 (87.) Sergi Arimany | 1:0 (36.) Sebastian Zirnitzer, 1:1 (52., Eigentor) Simon Schnaitter, 1:2 (57., Strafstoß) João Victor, 2:2 (73., Strafstoß) Martin Feichtinger, 2:3 (81.) Maximilian Ritscher, 2:4 (87.) Sergi Arimany | 1:0 (36.) Sebastian Zirnitzer, 1:1 (52., Eigentor) Simon Schnaitter, 1:2 (57., Strafstoß) João Victor, 2:2 (73., Strafstoß) Martin Feichtinger, 2:3 (81.) Maximilian Ritscher, 2:4 (87.) Sergi Arimany |
| 20.09.2016            | RL | – | EL | SV Grödig | – | SV Horn | 1:1 (0:0) / 2:2 n. V. / 4:2 i. E. |
| SR: Ciochirca         | Torschützen: | Torschützen: | Torschützen: | 1:0 (55.) Julian Feiser, 1:1 (90. +3) Nicolás Orsini, 2:1 (96.) Leonardo Lukacevic, 2:2 (101.) Aleksandar Djordjevic | 1:0 (55.) Julian Feiser, 1:1 (90. +3) Nicolás Orsini, 2:1 (96.) Leonardo Lukacevic, 2:2 (101.) Aleksandar Djordjevic | 1:0 (55.) Julian Feiser, 1:1 (90. +3) Nicolás Orsini, 2:1 (96.) Leonardo Lukacevic, 2:2 (101.) Aleksandar Djordjevic | 1:0 (55.) Julian Feiser, 1:1 (90. +3) Nicolás Orsini, 2:1 (96.) Leonardo Lukacevic, 2:2 (101.) Aleksandar Djordjevic |
| 20.09.2016            | RL | – | EL | TSV Hartberg | – | WSG Wattens | 1:1 (1:0) / 1:1 n. V. / 4:5 i. E. |
| SR: Trattnig          | Torschützen: | Torschützen: | Torschützen: | 1:0 (29., Strafstoß) Dario Tadić, 1:1 (51., Strafstoß) Milan Jurdík Gelb-Rote Karte für Michael Steinlechner (Wattens, 81.) | 1:0 (29., Strafstoß) Dario Tadić, 1:1 (51., Strafstoß) Milan Jurdík Gelb-Rote Karte für Michael Steinlechner (Wattens, 81.) | 1:0 (29., Strafstoß) Dario Tadić, 1:1 (51., Strafstoß) Milan Jurdík Gelb-Rote Karte für Michael Steinlechner (Wattens, 81.) | 1:0 (29., Strafstoß) Dario Tadić, 1:1 (51., Strafstoß) Milan Jurdík Gelb-Rote Karte für Michael Steinlechner (Wattens, 81.) |
| 20.09.2016            | RL | – | EL | SKU Amstetten | – | SC Austria Lustenau | 2:2 (1:1) / 2:2 n. V. / 3:2 i. E. |
| SR: Heiß              | Torschützen: | Torschützen: | Torschützen: | 0:1 (11.) Markus Keusch, 1:1 (12., Strafstoß) Peter Haring, 1:2 (82.) Raphael Dwamena, 2:2 (90. +3) Patrick Lachmayr | 0:1 (11.) Markus Keusch, 1:1 (12., Strafstoß) Peter Haring, 1:2 (82.) Raphael Dwamena, 2:2 (90. +3) Patrick Lachmayr | 0:1 (11.) Markus Keusch, 1:1 (12., Strafstoß) Peter Haring, 1:2 (82.) Raphael Dwamena, 2:2 (90. +3) Patrick Lachmayr | 0:1 (11.) Markus Keusch, 1:1 (12., Strafstoß) Peter Haring, 1:2 (82.) Raphael Dwamena, 2:2 (90. +3) Patrick Lachmayr |
| 20.09.2016            | RL | – | EL | SC Schwaz | – | Floridsdorfer AC | 0:1 (0:1) |
| SR: Felix Ouschan     | Torschützen: | Torschützen: | Torschützen: | 0:1 (27.) Adrian Grbić | 0:1 (27.) Adrian Grbić | 0:1 (27.) Adrian Grbić | 0:1 (27.) Adrian Grbić |
| 20.09.2016            | RL | – | EL | SC Kalsdorf | – | LASK Linz | 1:2 (0:1) |
| SR: Gishamer          | Torschützen: | Torschützen: | Torschützen: | 0:1 (4.) René Gartler, 1:1 (61.) Jan Ulrich, 1:2 (78., Eigentor) David Otter Rote Karte für Albion Sedolli (Kalsdorf, 90. +5) | 0:1 (4.) René Gartler, 1:1 (61.) Jan Ulrich, 1:2 (78., Eigentor) David Otter Rote Karte für Albion Sedolli (Kalsdorf, 90. +5) | 0:1 (4.) René Gartler, 1:1 (61.) Jan Ulrich, 1:2 (78., Eigentor) David Otter Rote Karte für Albion Sedolli (Kalsdorf, 90. +5) | 0:1 (4.) René Gartler, 1:1 (61.) Jan Ulrich, 1:2 (78., Eigentor) David Otter Rote Karte für Albion Sedolli (Kalsdorf, 90. +5) |
| 20.09.2016            | LL | – | EL | FC Kitzbühel (LC) | – | Blau-Weiß Linz | 1:2 (0:1) |
| SR: Schörgenhofer     | Torschützen: | Torschützen: | Torschützen: | 0:1 (21.) Darijo Pecirep, 1:1 (50.) Tom Richards, 1:2 (81.) Christian Falk | 0:1 (21.) Darijo Pecirep, 1:1 (50.) Tom Richards, 1:2 (81.) Christian Falk | 0:1 (21.) Darijo Pecirep, 1:1 (50.) Tom Richards, 1:2 (81.) Christian Falk | 0:1 (21.) Darijo Pecirep, 1:1 (50.) Tom Richards, 1:2 (81.) Christian Falk |
| 20.09.2016            | RL | – | EL | Union St. Florian | – | SC Wiener Neustadt | 0:0 / 0:3 n. V. |
| SR: Kollegger         | Torschützen: | Torschützen: | Torschützen: | 0:1 (105.) Mario Stefel, 0:2 (119.) Bernd Gschweidl, 0:3 (120.) Mario Stefel | 0:1 (105.) Mario Stefel, 0:2 (119.) Bernd Gschweidl, 0:3 (120.) Mario Stefel | 0:1 (105.) Mario Stefel, 0:2 (119.) Bernd Gschweidl, 0:3 (120.) Mario Stefel | 0:1 (105.) Mario Stefel, 0:2 (119.) Bernd Gschweidl, 0:3 (120.) Mario Stefel |
| 20.09.2016            | BL | – | BL | SKN St. Pölten | – | SV Ried | 2:1 (2:0) |
| SR: Jäger             | Torschützen: | Torschützen: | Torschützen: | 1:0 (13.) Daniel Segovia, 2:0 (40.) Alhassane Keita, 2:1 (49.) Thomas Fröschl | 1:0 (13.) Daniel Segovia, 2:0 (40.) Alhassane Keita, 2:1 (49.) Thomas Fröschl | 1:0 (13.) Daniel Segovia, 2:0 (40.) Alhassane Keita, 2:1 (49.) Thomas Fröschl | 1:0 (13.) Daniel Segovia, 2:0 (40.) Alhassane Keita, 2:1 (49.) Thomas Fröschl |
| 21.09.2016            | RL | – | BL | First Vienna FC | – | FK Austria Wien | 1:1 (1:0) / 1:3 n. V. |
| SR: Lechner           | Torschützen: | Torschützen: | Torschützen: | 1:0 (34.) Jannick Schibany, 1:1 (56.) Larry Kayode, 1:2 (108.) Larry Kayode, 1:3 (117.) Ismael Tajouri | 1:0 (34.) Jannick Schibany, 1:1 (56.) Larry Kayode, 1:2 (108.) Larry Kayode, 1:3 (117.) Ismael Tajouri | 1:0 (34.) Jannick Schibany, 1:1 (56.) Larry Kayode, 1:2 (108.) Larry Kayode, 1:3 (117.) Ismael Tajouri | 1:0 (34.) Jannick Schibany, 1:1 (56.) Larry Kayode, 1:2 (108.) Larry Kayode, 1:3 (117.) Ismael Tajouri |
| 21.09.2016            | RL | – | BL | SC Mannsdorf | – | FC Red Bull Salzburg (M, C) | 1:7 (1:5) |
| SR: Drachta           | Torschützen: | Torschützen: | Torschützen: | 0:1 (2.) Marc Rzatkowski, 0:2 (19.) Asger Sörensen, 0:3 (22.) Hee-Chan Hwang, 1:3 (25.) Nacho Casanova, 1:4 (36.) Stefan Lainer, 1:5 (43.) Munas Dabbur, 1:6 (85.) Munas Dabbur, 1:7 (90., Strafstoß) Reinhold Yabo                                                                                         | 0:1 (2.) Marc Rzatkowski, 0:2 (19.) Asger Sörensen, 0:3 (22.) Hee-Chan Hwang, 1:3 (25.) Nacho Casanova, 1:4 (36.) Stefan Lainer, 1:5 (43.) Munas Dabbur, 1:6 (85.) Munas Dabbur, 1:7 (90., Strafstoß) Reinhold Yabo                                                                                         | 0:1 (2.) Marc Rzatkowski, 0:2 (19.) Asger Sörensen, 0:3 (22.) Hee-Chan Hwang, 1:3 (25.) Nacho Casanova, 1:4 (36.) Stefan Lainer, 1:5 (43.) Munas Dabbur, 1:6 (85.) Munas Dabbur, 1:7 (90., Strafstoß) Reinhold Yabo                                                                                         | 0:1 (2.) Marc Rzatkowski, 0:2 (19.) Asger Sörensen, 0:3 (22.) Hee-Chan Hwang, 1:3 (25.) Nacho Casanova, 1:4 (36.) Stefan Lainer, 1:5 (43.) Munas Dabbur, 1:6 (85.) Munas Dabbur, 1:7 (90., Strafstoß) Reinhold Yabo                                                                                         |
| 21.09.2016            | RL | – | BL | SC Ritzing | – | FC Admira Wacker Mödling | 1:3 (1:2) |
| SR: Muckenhammer      | Torschützen: | Torschützen: | Torschützen: | 0:1 (4.) Christoph Monschein, 0:2 (18.) Christoph Monschein, 1:2 (42.) Philip Plank, 1:3 (69.) Christoph Monschein | 0:1 (4.) Christoph Monschein, 0:2 (18.) Christoph Monschein, 1:2 (42.) Philip Plank, 1:3 (69.) Christoph Monschein | 0:1 (4.) Christoph Monschein, 0:2 (18.) Christoph Monschein, 1:2 (42.) Philip Plank, 1:3 (69.) Christoph Monschein | 0:1 (4.) Christoph Monschein, 0:2 (18.) Christoph Monschein, 1:2 (42.) Philip Plank, 1:3 (69.) Christoph Monschein |
| 21.09.2016            | LL | – | BL | SV Leobendorf | – | SK Rapid Wien | 0:1 (0:0) |
| SR: Harkam            | Torschützen: | Torschützen: | Torschützen: | 0:1 (51.) Christoph Schösswendter | 0:1 (51.) Christoph Schösswendter | 0:1 (51.) Christoph Schösswendter | 0:1 (51.) Christoph Schösswendter |
| 21.09.2016            | L5 | – | BL | SK Bad Wimsbach (LC) | – | SK Sturm Graz | 0:5 (0:1) |
| SR: Hameter           | Torschützen: | Torschützen: | Torschützen: | 0:1 (29.) Christian Schoissengeyr, 0:2 (57.) Kristijan Dobras, 0:3 (70., Eigentor) Valentin Kronberger, 0:4 (80.) Roman Kienast, 0:5 (90.) Deni Alar | 0:1 (29.) Christian Schoissengeyr, 0:2 (57.) Kristijan Dobras, 0:3 (70., Eigentor) Valentin Kronberger, 0:4 (80.) Roman Kienast, 0:5 (90.) Deni Alar | 0:1 (29.) Christian Schoissengeyr, 0:2 (57.) Kristijan Dobras, 0:3 (70., Eigentor) Valentin Kronberger, 0:4 (80.) Roman Kienast, 0:5 (90.) Deni Alar | 0:1 (29.) Christian Schoissengeyr, 0:2 (57.) Kristijan Dobras, 0:3 (70., Eigentor) Valentin Kronberger, 0:4 (80.) Roman Kienast, 0:5 (90.) Deni Alar |
| 21.09.2016            | RL | – | BL | SV Lafnitz (LC) | – | SV Mattersburg | 0:0 / 0:0 n. V. / 4:3 i. E. |
| SR: Kijas             | Torschützen: | Torschützen: | Torschützen: | keine | keine | keine | keine |
| 21.09.2016            | RL | – | BL | ASK Ebreichsdorf | – | SCR Altach | 3:0 (3:0) |
| SR: M. Schüttengruber | Torschützen: | Torschützen: | Torschützen: | 1:0 (5.) Sebastian Bauer, 2:0 (19.) Christopher Pinter, 3:0 (28.) Marjan Markić | 1:0 (5.) Sebastian Bauer, 2:0 (19.) Christopher Pinter, 3:0 (28.) Marjan Markić | 1:0 (5.) Sebastian Bauer, 2:0 (19.) Christopher Pinter, 3:0 (28.) Marjan Markić | 1:0 (5.) Sebastian Bauer, 2:0 (19.) Christopher Pinter, 3:0 (28.) Marjan Markić |
| Legende:              | BL = Bundesliga (1. Leistungsstufe) – EL = Erste Liga (2. Leistungsstufe) RL = Regionalliga (3. Leistungsstufe) – L5 = Zweite Landesliga (5. Leistungsstufe) M = amtierender Meister – C = amtierender Cupsieger – LC = amtierender Landescupsieger n. V. = Nach Verlängerung – i. E. = im Elfmeterschießen | BL = Bundesliga (1. Leistungsstufe) – EL = Erste Liga (2. Leistungsstufe) RL = Regionalliga (3. Leistungsstufe) – L5 = Zweite Landesliga (5. Leistungsstufe) M = amtierender Meister – C = amtierender Cupsieger – LC = amtierender Landescupsieger n. V. = Nach Verlängerung – i. E. = im Elfmeterschießen | BL = Bundesliga (1. Leistungsstufe) – EL = Erste Liga (2. Leistungsstufe) RL = Regionalliga (3. Leistungsstufe) – L5 = Zweite Landesliga (5. Leistungsstufe) M = amtierender Meister – C = amtierender Cupsieger – LC = amtierender Landescupsieger n. V. = Nach Verlängerung – i. E. = im Elfmeterschießen | BL = Bundesliga (1. Leistungsstufe) – EL = Erste Liga (2. Leistungsstufe) RL = Regionalliga (3. Leistungsstufe) – L5 = Zweite Landesliga (5. Leistungsstufe) M = amtierender Meister – C = amtierender Cupsieger – LC = amtierender Landescupsieger n. V. = Nach Verlängerung – i. E. = im Elfmeterschießen | BL = Bundesliga (1. Leistungsstufe) – EL = Erste Liga (2. Leistungsstufe) RL = Regionalliga (3. Leistungsstufe) – L5 = Zweite Landesliga (5. Leistungsstufe) M = amtierender Meister – C = amtierender Cupsieger – LC = amtierender Landescupsieger n. V. = Nach Verlängerung – i. E. = im Elfmeterschießen | BL = Bundesliga (1. Leistungsstufe) – EL = Erste Liga (2. Leistungsstufe) RL = Regionalliga (3. Leistungsstufe) – L5 = Zweite Landesliga (5. Leistungsstufe) M = amtierender Meister – C = amtierender Cupsieger – LC = amtierender Landescupsieger n. V. = Nach Verlängerung – i. E. = im Elfmeterschießen | BL = Bundesliga (1. Leistungsstufe) – EL = Erste Liga (2. Leistungsstufe) RL = Regionalliga (3. Leistungsstufe) – L5 = Zweite Landesliga (5. Leistungsstufe) M = amtierender Meister – C = amtierender Cupsieger – LC = amtierender Landescupsieger n. V. = Nach Verlängerung – i. E. = im Elfmeterschießen |

## Achtelfinale
Für das Achtelfinale haben sich folgende Mannschaften qualifiziert:
| Bundesliga (6) | Erste Liga (6)                                                                                          | Regionalligen (4)                                                |
| --- | --- | ---------------------------------------------------------------- |
| - FC Admira Wacker Mödling - SK Sturm Graz - FC Red Bull Salzburg (M, C) - SKN St. Pölten - FK Austria Wien - SK Rapid Wien | - Floridsdorfer AC - Kapfenberger SV - FC Blau-Weiß Linz - LASK Linz - WSG Wattens - SC Wiener Neustadt | - SKU Amstetten - ASK Ebreichsdorf - SV Grödig - SV Lafnitz (LC) |

Das Achtelfinale wurde am 25. September 2016 in der ORF-Sendung Sport am Sonntag ausgelost. Die Ziehung nahm die Nationalteamspielerin Sarah Zadrazil vor. Die Spiele des Achtelfinales wurden am Dienstag, den 25. und Mittwoch, den 26. Oktober 2016 ausgetragen.

### Spielplan des Achtelfinales

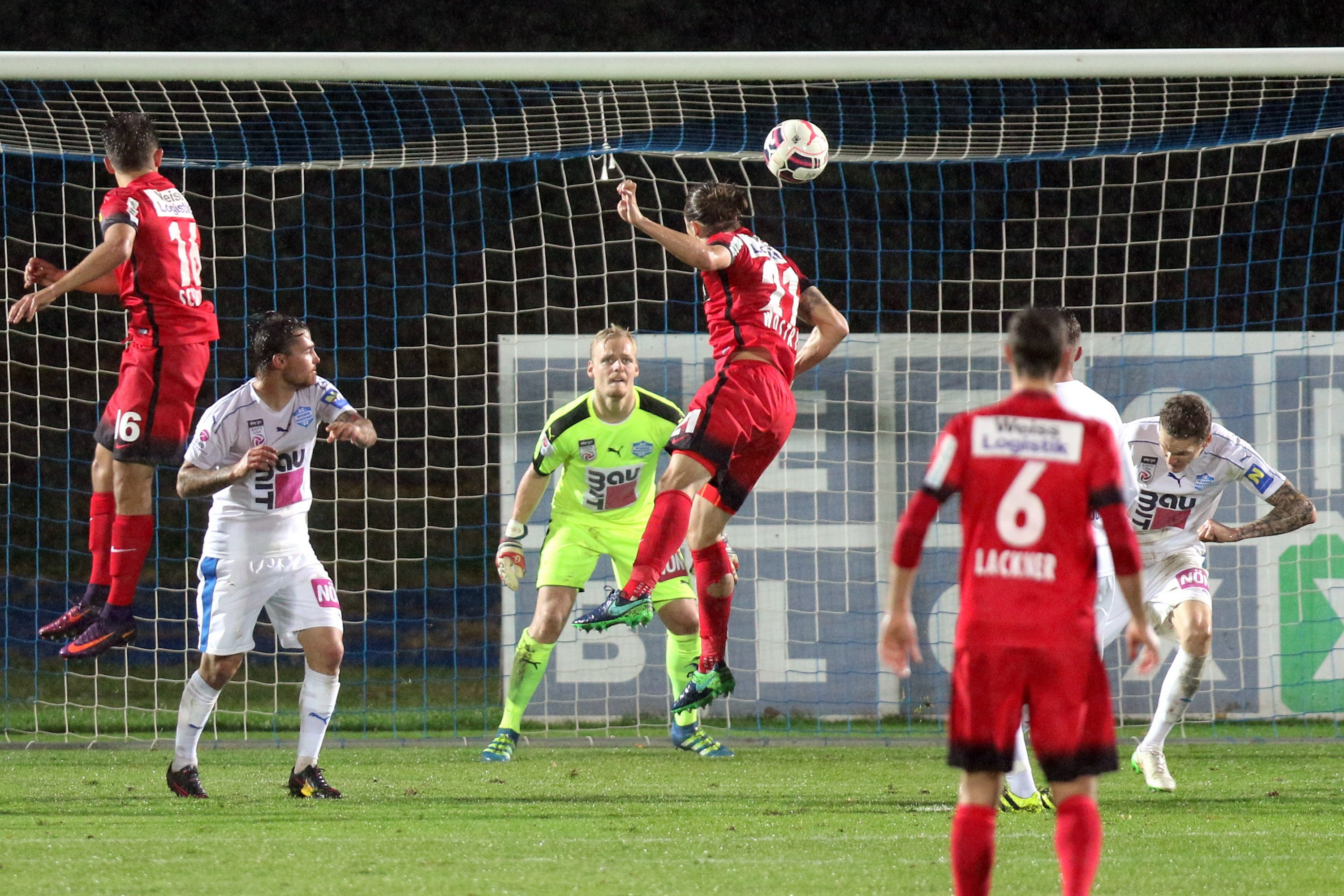
Markus Wostry erzielt per Kopf das 3:0 für den FC Admira Wacker Mödling

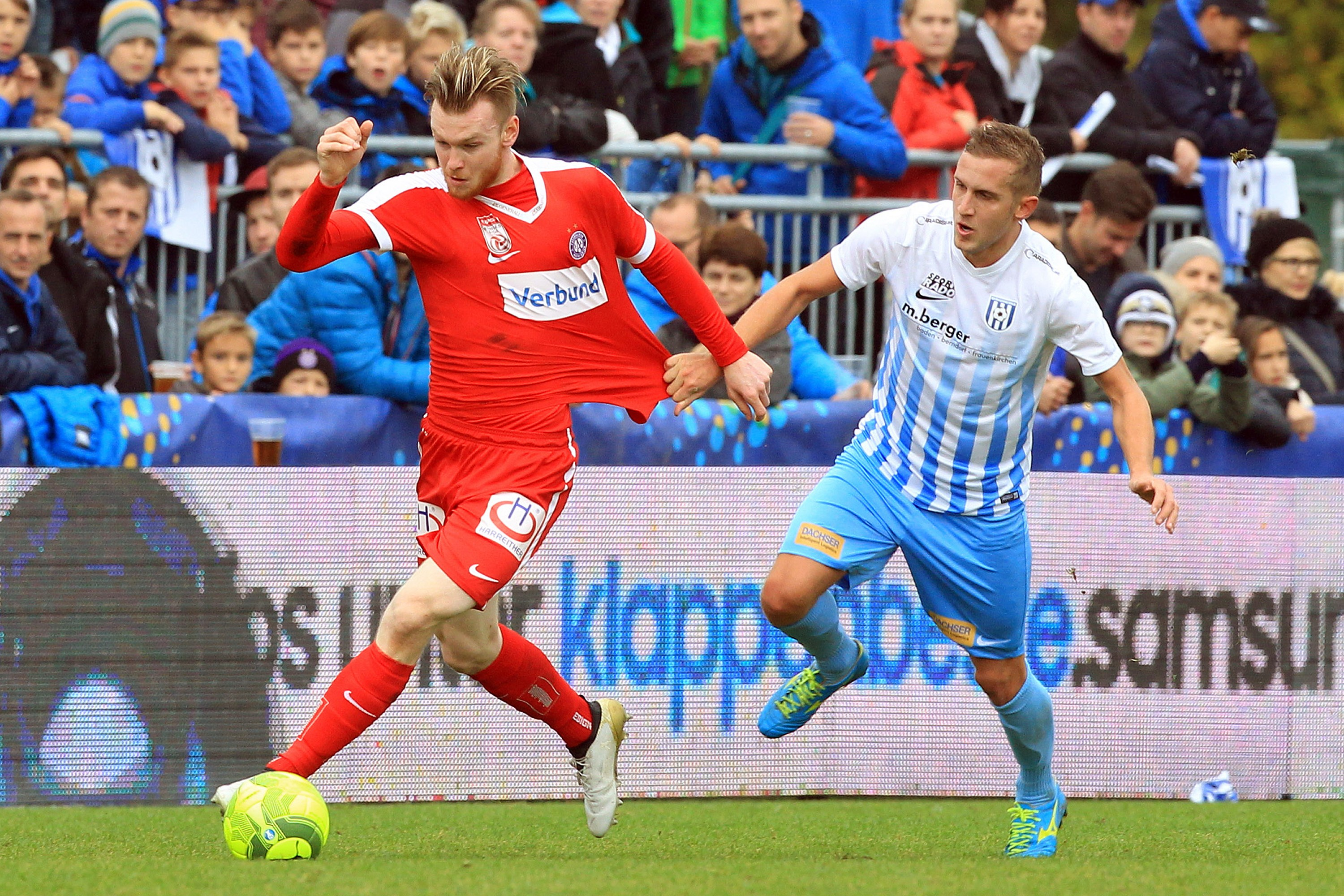
Austria Wien (links Kevin Friesenbichler) musste in Ebreichsdorf in die Verlängerung

| Datum             | Liga | Liga | Liga | Heimmannschaft | | Gastmannschaft | Ergebnis |
| ----------------- | --- | --- | --- | --- | --- | --- | --- |
| 25.10.2016        | RL | – | EL | SV Lafnitz | – | Kapfenberger SV | 1:5 (1:1) |
| SR: Ciochirca     | Torschützen: | Torschützen: | Torschützen: | 1:0 (30.) Julian Tomka, 1:1 (42.) João Victor, 1:2 (56.) João Victor, 1:3 (58.) João Victor, 1:4 (66., Elfmeter) João Victor, 1:5 (88.) Daniel Geissler | 1:0 (30.) Julian Tomka, 1:1 (42.) João Victor, 1:2 (56.) João Victor, 1:3 (58.) João Victor, 1:4 (66., Elfmeter) João Victor, 1:5 (88.) Daniel Geissler | 1:0 (30.) Julian Tomka, 1:1 (42.) João Victor, 1:2 (56.) João Victor, 1:3 (58.) João Victor, 1:4 (66., Elfmeter) João Victor, 1:5 (88.) Daniel Geissler | 1:0 (30.) Julian Tomka, 1:1 (42.) João Victor, 1:2 (56.) João Victor, 1:3 (58.) João Victor, 1:4 (66., Elfmeter) João Victor, 1:5 (88.) Daniel Geissler |
| 25.10.2016        | RL | – | EL | SKU Amstetten | – | LASK Linz | 3:3 (1:2) / 3:4 n. V. |
| SR: Jäger         | Torschützen: | Torschützen: | Torschützen: | 0:1 (7.) Fabiano, 0:2 (33.) Fabiano, 1:2 (39.) Patrick Lachmayr, 1:3 (50.) René Gartler, 2:3 (83.) Fabian Rülling, 3:3 (87., Eigentor) Michael Lageder, 3:4 (95.) Dominik Reiter                                                                                 | 0:1 (7.) Fabiano, 0:2 (33.) Fabiano, 1:2 (39.) Patrick Lachmayr, 1:3 (50.) René Gartler, 2:3 (83.) Fabian Rülling, 3:3 (87., Eigentor) Michael Lageder, 3:4 (95.) Dominik Reiter                                                                                 | 0:1 (7.) Fabiano, 0:2 (33.) Fabiano, 1:2 (39.) Patrick Lachmayr, 1:3 (50.) René Gartler, 2:3 (83.) Fabian Rülling, 3:3 (87., Eigentor) Michael Lageder, 3:4 (95.) Dominik Reiter                                                                                 | 0:1 (7.) Fabiano, 0:2 (33.) Fabiano, 1:2 (39.) Patrick Lachmayr, 1:3 (50.) René Gartler, 2:3 (83.) Fabian Rülling, 3:3 (87., Eigentor) Michael Lageder, 3:4 (95.) Dominik Reiter                                                                                 |
| 25.10.2016        | RL | – | EL | SV Grödig | – | WSG Wattens | 1:0 (0:0) |
| SR: Schörgenhofer | Torschützen: | Torschützen: | Torschützen: | 1:0 (75.) Mersudin Jukić | 1:0 (75.) Mersudin Jukić | 1:0 (75.) Mersudin Jukić | 1:0 (75.) Mersudin Jukić |
| 25.10.2016        | EL | – | BL | SC Wiener Neustadt | – | FC Admira Wacker Mödling | 1:3 (0:2) |
| SR: Kijas         | Torschützen: | Torschützen: | Torschützen: | 0:1 (4.) Patrick Schmidt, 0:2 (44.) Eldis Bajrami, 0:3 (52.) Markus Wostry, 1:3 (73.) Markus Rusek | 0:1 (4.) Patrick Schmidt, 0:2 (44.) Eldis Bajrami, 0:3 (52.) Markus Wostry, 1:3 (73.) Markus Rusek | 0:1 (4.) Patrick Schmidt, 0:2 (44.) Eldis Bajrami, 0:3 (52.) Markus Wostry, 1:3 (73.) Markus Rusek | 0:1 (4.) Patrick Schmidt, 0:2 (44.) Eldis Bajrami, 0:3 (52.) Markus Wostry, 1:3 (73.) Markus Rusek |
| 26.10.2016        | RL | – | BL | ASK Ebreichsdorf | – | FK Austria Wien | 3:3 (0:2) / 4:5 n. V. |
| SR: Eisner        | Torschützen: | Torschützen: | Torschützen: | 0:1 (8.) Lucas Venuto, 0:2 (15.) Lukas Rotpuller, 0:3 (68.) Kevin Friesenbichler, 1:3 (76.) Christopher Hatzl, 2:3 (86.) Sebastian Bauer, 3:3 (91.) Philipp Porner, 3:4 (101.) Kevin Friesenbichler, 3:5 (102.) Felipe Pires, 4:5 (112.) Miodrag Vukajlovic      | 0:1 (8.) Lucas Venuto, 0:2 (15.) Lukas Rotpuller, 0:3 (68.) Kevin Friesenbichler, 1:3 (76.) Christopher Hatzl, 2:3 (86.) Sebastian Bauer, 3:3 (91.) Philipp Porner, 3:4 (101.) Kevin Friesenbichler, 3:5 (102.) Felipe Pires, 4:5 (112.) Miodrag Vukajlovic      | 0:1 (8.) Lucas Venuto, 0:2 (15.) Lukas Rotpuller, 0:3 (68.) Kevin Friesenbichler, 1:3 (76.) Christopher Hatzl, 2:3 (86.) Sebastian Bauer, 3:3 (91.) Philipp Porner, 3:4 (101.) Kevin Friesenbichler, 3:5 (102.) Felipe Pires, 4:5 (112.) Miodrag Vukajlovic      | 0:1 (8.) Lucas Venuto, 0:2 (15.) Lukas Rotpuller, 0:3 (68.) Kevin Friesenbichler, 1:3 (76.) Christopher Hatzl, 2:3 (86.) Sebastian Bauer, 3:3 (91.) Philipp Porner, 3:4 (101.) Kevin Friesenbichler, 3:5 (102.) Felipe Pires, 4:5 (112.) Miodrag Vukajlovic      |
| 26.10.2016        | BL | – | EL | FC Red Bull Salzburg (M, C) | – | Floridsdorfer AC | 2:0 (2:0) |
| SR: Altmann       | Torschützen: | Torschützen: | Torschützen: | 1:0 (7.) Reinhold Yabo, 2:0 (34.) Munas Dabbur | 1:0 (7.) Reinhold Yabo, 2:0 (34.) Munas Dabbur | 1:0 (7.) Reinhold Yabo, 2:0 (34.) Munas Dabbur | 1:0 (7.) Reinhold Yabo, 2:0 (34.) Munas Dabbur |
| 26.10.2016        | EL | – | BL | FC Blau-Weiß Linz | – | SK Rapid Wien | 0:4 (0:3) |
| SR: Hameter       | Torschützen: | Torschützen: | Torschützen: | 0:1 (7.) Louis Schaub, 0:2 (22.) Thomas Murg, 0:3 (33.) Giorgi Kwilitaia, 0:4 (58.) Matej Jelić | 0:1 (7.) Louis Schaub, 0:2 (22.) Thomas Murg, 0:3 (33.) Giorgi Kwilitaia, 0:4 (58.) Matej Jelić | 0:1 (7.) Louis Schaub, 0:2 (22.) Thomas Murg, 0:3 (33.) Giorgi Kwilitaia, 0:4 (58.) Matej Jelić | 0:1 (7.) Louis Schaub, 0:2 (22.) Thomas Murg, 0:3 (33.) Giorgi Kwilitaia, 0:4 (58.) Matej Jelić |
| 26.10.2016        | BL | – | BL | SKN St. Pölten | – | SK Sturm Graz | 1:0 / 1:1 n. V. / 4:3 i. E. |
| SR: Muckenhammer  | Torschützen: | Torschützen: | Torschützen: | 1:0 (31.) Lukas Thürauer, 1:1 (51.) Marc Andre Schmerböck Gelb-Rote Karte für Andreas Dober (St. Pölten, 49.) | 1:0 (31.) Lukas Thürauer, 1:1 (51.) Marc Andre Schmerböck Gelb-Rote Karte für Andreas Dober (St. Pölten, 49.) | 1:0 (31.) Lukas Thürauer, 1:1 (51.) Marc Andre Schmerböck Gelb-Rote Karte für Andreas Dober (St. Pölten, 49.) | 1:0 (31.) Lukas Thürauer, 1:1 (51.) Marc Andre Schmerböck Gelb-Rote Karte für Andreas Dober (St. Pölten, 49.) |
| Legende:          | BL = Bundesliga (1. Leistungsstufe) – EL = Erste Liga (2. Leistungsstufe) – RL = Regionalliga (3. Leistungsstufe) M = amtierender Meister – C = amtierender Cupsieger – LC = amtierender Landescupsieger n. V. = Nach Verlängerung – i. E. = im Elfmeterschießen | BL = Bundesliga (1. Leistungsstufe) – EL = Erste Liga (2. Leistungsstufe) – RL = Regionalliga (3. Leistungsstufe) M = amtierender Meister – C = amtierender Cupsieger – LC = amtierender Landescupsieger n. V. = Nach Verlängerung – i. E. = im Elfmeterschießen | BL = Bundesliga (1. Leistungsstufe) – EL = Erste Liga (2. Leistungsstufe) – RL = Regionalliga (3. Leistungsstufe) M = amtierender Meister – C = amtierender Cupsieger – LC = amtierender Landescupsieger n. V. = Nach Verlängerung – i. E. = im Elfmeterschießen | BL = Bundesliga (1. Leistungsstufe) – EL = Erste Liga (2. Leistungsstufe) – RL = Regionalliga (3. Leistungsstufe) M = amtierender Meister – C = amtierender Cupsieger – LC = amtierender Landescupsieger n. V. = Nach Verlängerung – i. E. = im Elfmeterschießen | BL = Bundesliga (1. Leistungsstufe) – EL = Erste Liga (2. Leistungsstufe) – RL = Regionalliga (3. Leistungsstufe) M = amtierender Meister – C = amtierender Cupsieger – LC = amtierender Landescupsieger n. V. = Nach Verlängerung – i. E. = im Elfmeterschießen | BL = Bundesliga (1. Leistungsstufe) – EL = Erste Liga (2. Leistungsstufe) – RL = Regionalliga (3. Leistungsstufe) M = amtierender Meister – C = amtierender Cupsieger – LC = amtierender Landescupsieger n. V. = Nach Verlängerung – i. E. = im Elfmeterschießen | BL = Bundesliga (1. Leistungsstufe) – EL = Erste Liga (2. Leistungsstufe) – RL = Regionalliga (3. Leistungsstufe) M = amtierender Meister – C = amtierender Cupsieger – LC = amtierender Landescupsieger n. V. = Nach Verlängerung – i. E. = im Elfmeterschießen |

## Viertelfinale
Für das Viertelfinale haben sich folgende Mannschaften qualifiziert:
| Bundesliga (5)                                                                                              | Erste Liga (2)                | Regionalligen (1) |
| --- | ----------------------------- | ----------------- |
| - FC Admira Wacker Mödling - FC Red Bull Salzburg (M, C) - SKN St. Pölten - FK Austria Wien - SK Rapid Wien | - Kapfenberger SV - LASK Linz | - SV Grödig       |

Das Viertelfinale wurde am 6. November 2016 in der ORF-Sendung Sport am Sonntag ausgelost. Die Ziehung nahm die Skirennläuferin Anna Veith vor. Die Spiele des Achtelfinales werden am Dienstag, den 4. und Mittwoch, den 5. April 2017 ausgetragen.

### Spielplan des Viertelfinales
| Datum            | Liga | Liga | Liga | Heimmannschaft | | Gastmannschaft | Ergebnis |
| ---------------- | --- | --- | --- | --- | --- | --- | --- |
| 04.04.2017       | RL | – | EL | SV Grödig | – | LASK Linz | 0:3 (0:0) |
| SR: Eisner       | Torschützen: | Torschützen: | Torschützen: | 0:1 (64.) Rajko Rep, 0:2 (88.) Dimitry Imbongo, 0:3 (90. +1) Fabiano | 0:1 (64.) Rajko Rep, 0:2 (88.) Dimitry Imbongo, 0:3 (90. +1) Fabiano | 0:1 (64.) Rajko Rep, 0:2 (88.) Dimitry Imbongo, 0:3 (90. +1) Fabiano | 0:1 (64.) Rajko Rep, 0:2 (88.) Dimitry Imbongo, 0:3 (90. +1) Fabiano |
| 05.04.2017       | BL | – | BL | FK Austria Wien | – | FC Admira Wacker Mödling | 1:2 (1:2) |
| SR: Muckenhammer | Torschützen: | Torschützen: | Torschützen: | 0:1 (6.) Christoph Knasmüllner, 0:2 (14.) Christoph Monschein, 1:2 (34.) Kevin Friesenbichler                                                                                                   | 0:1 (6.) Christoph Knasmüllner, 0:2 (14.) Christoph Monschein, 1:2 (34.) Kevin Friesenbichler                                                                                                   | 0:1 (6.) Christoph Knasmüllner, 0:2 (14.) Christoph Monschein, 1:2 (34.) Kevin Friesenbichler                                                                                                   | 0:1 (6.) Christoph Knasmüllner, 0:2 (14.) Christoph Monschein, 1:2 (34.) Kevin Friesenbichler                                                                                                   |
| 05.04.2017       | BL | – | EL | FC Red Bull Salzburg (M, C) | – | Kapfenberger SV | 1:1 (1:1) / 2:1 n. V. |
| SR: Grobelnik    | Torschützen: | Torschützen: | Torschützen: | 0:1 (8.) João Victor, 1:1 (20.) Josip Radošević, 2:1 (110.) Amadou Haidara | 0:1 (8.) João Victor, 1:1 (20.) Josip Radošević, 2:1 (110.) Amadou Haidara | 0:1 (8.) João Victor, 1:1 (20.) Josip Radošević, 2:1 (110.) Amadou Haidara | 0:1 (8.) João Victor, 1:1 (20.) Josip Radošević, 2:1 (110.) Amadou Haidara |
| 05.04.2017       | BL | – | BL | SKN St. Pölten | – | SK Rapid Wien | 1:3 (0:1) |
| SR: Drachta      | Torschützen: | Torschützen: | Torschützen: | 0:1 (17.) Maximilian Wöber, 0:2 (73.) Mario Pavelic, 0:3 (83.) Stefan Schwab, 1:3 (90. +6, Eigentor) Maximilian Wöber                                                                           | 0:1 (17.) Maximilian Wöber, 0:2 (73.) Mario Pavelic, 0:3 (83.) Stefan Schwab, 1:3 (90. +6, Eigentor) Maximilian Wöber                                                                           | 0:1 (17.) Maximilian Wöber, 0:2 (73.) Mario Pavelic, 0:3 (83.) Stefan Schwab, 1:3 (90. +6, Eigentor) Maximilian Wöber                                                                           | 0:1 (17.) Maximilian Wöber, 0:2 (73.) Mario Pavelic, 0:3 (83.) Stefan Schwab, 1:3 (90. +6, Eigentor) Maximilian Wöber                                                                           |
| Legende:         | BL = Bundesliga (1. Leistungsstufe) – EL = Erste Liga (2. Leistungsstufe) – RL = Regionalliga (3. Leistungsstufe) M = amtierender Meister – C = amtierender Cupsieger n. V. = Nach Verlängerung | BL = Bundesliga (1. Leistungsstufe) – EL = Erste Liga (2. Leistungsstufe) – RL = Regionalliga (3. Leistungsstufe) M = amtierender Meister – C = amtierender Cupsieger n. V. = Nach Verlängerung | BL = Bundesliga (1. Leistungsstufe) – EL = Erste Liga (2. Leistungsstufe) – RL = Regionalliga (3. Leistungsstufe) M = amtierender Meister – C = amtierender Cupsieger n. V. = Nach Verlängerung | BL = Bundesliga (1. Leistungsstufe) – EL = Erste Liga (2. Leistungsstufe) – RL = Regionalliga (3. Leistungsstufe) M = amtierender Meister – C = amtierender Cupsieger n. V. = Nach Verlängerung | BL = Bundesliga (1. Leistungsstufe) – EL = Erste Liga (2. Leistungsstufe) – RL = Regionalliga (3. Leistungsstufe) M = amtierender Meister – C = amtierender Cupsieger n. V. = Nach Verlängerung | BL = Bundesliga (1. Leistungsstufe) – EL = Erste Liga (2. Leistungsstufe) – RL = Regionalliga (3. Leistungsstufe) M = amtierender Meister – C = amtierender Cupsieger n. V. = Nach Verlängerung | BL = Bundesliga (1. Leistungsstufe) – EL = Erste Liga (2. Leistungsstufe) – RL = Regionalliga (3. Leistungsstufe) M = amtierender Meister – C = amtierender Cupsieger n. V. = Nach Verlängerung |

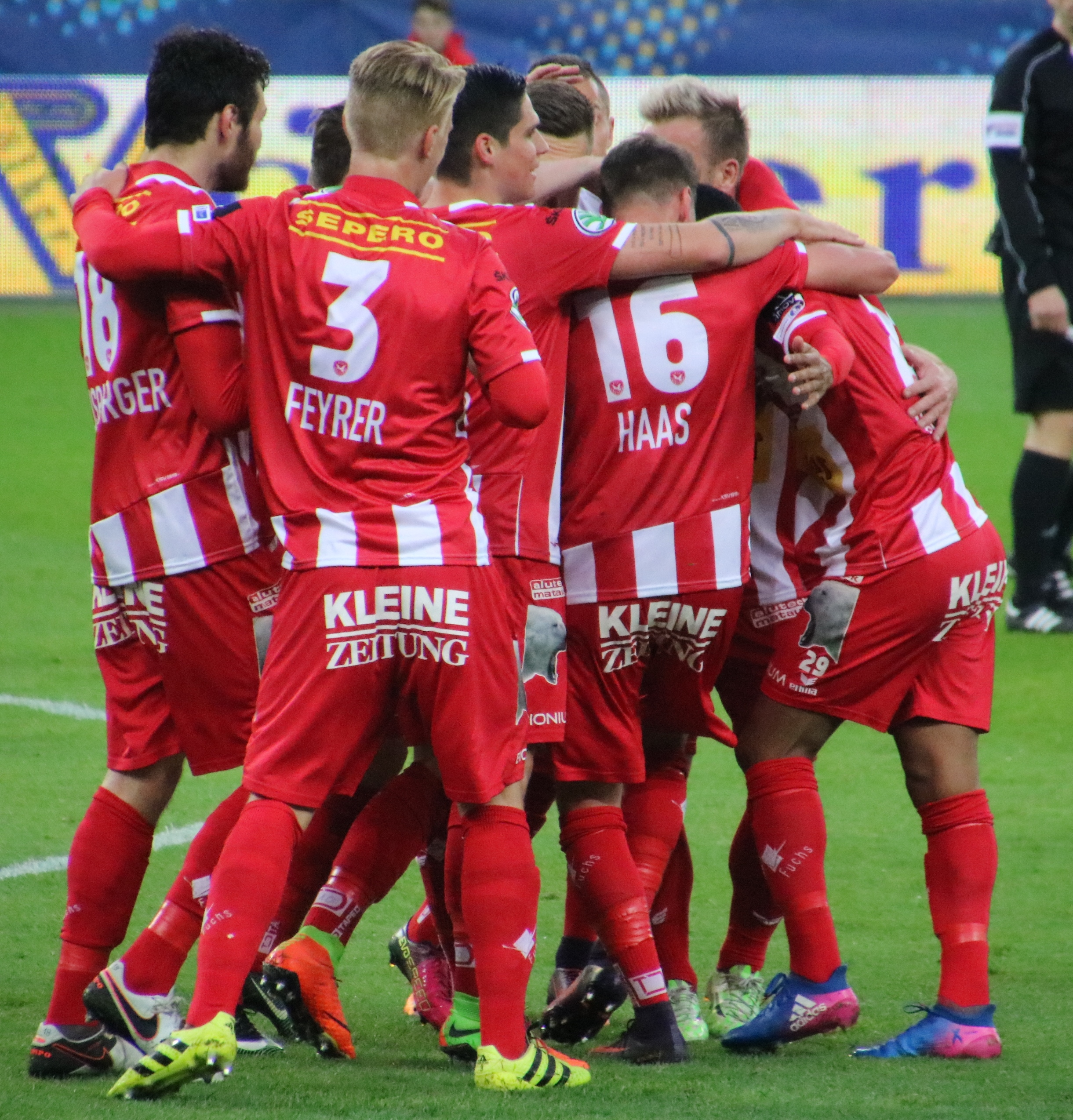
Kapfenbergs Spieler jubeln über den Führungstreffer von João Victor
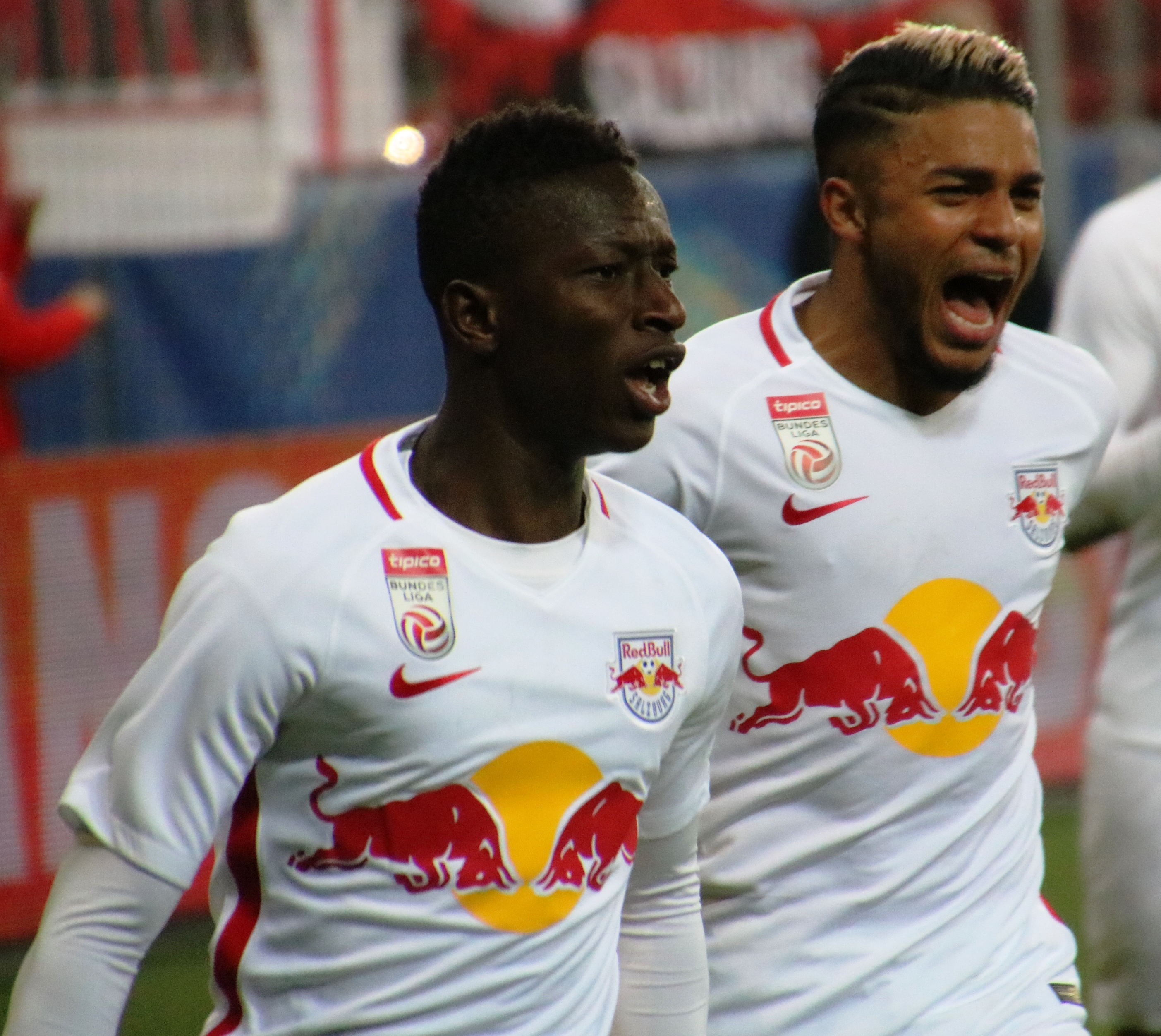
Salzburgs Amadou Haidara (links) jubelt mit Wanderson über seinen Siegestreffer
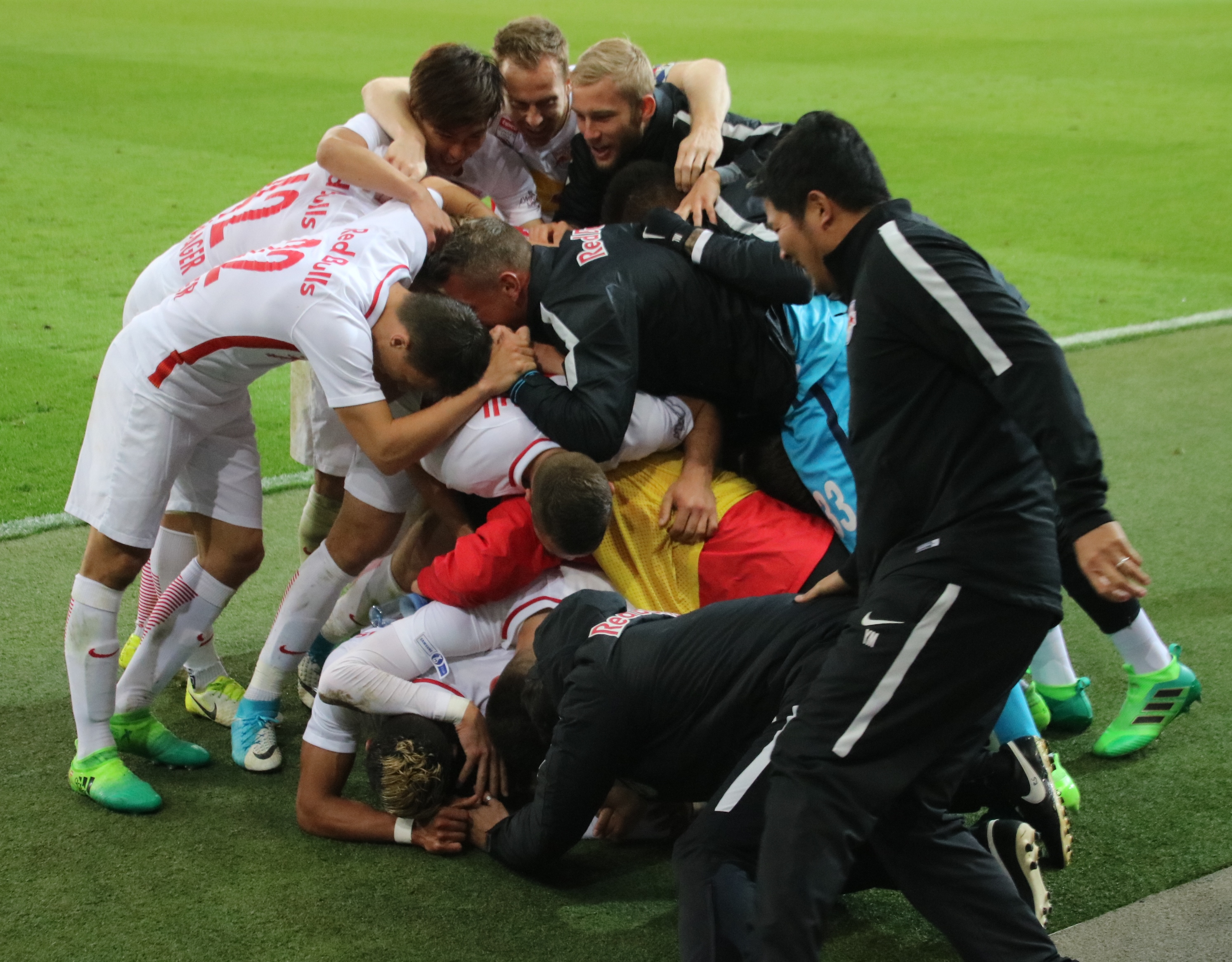
Am Ende jubelte Salzburg über den knappen 2:1-Sieg gegen den Kapfenberger SV
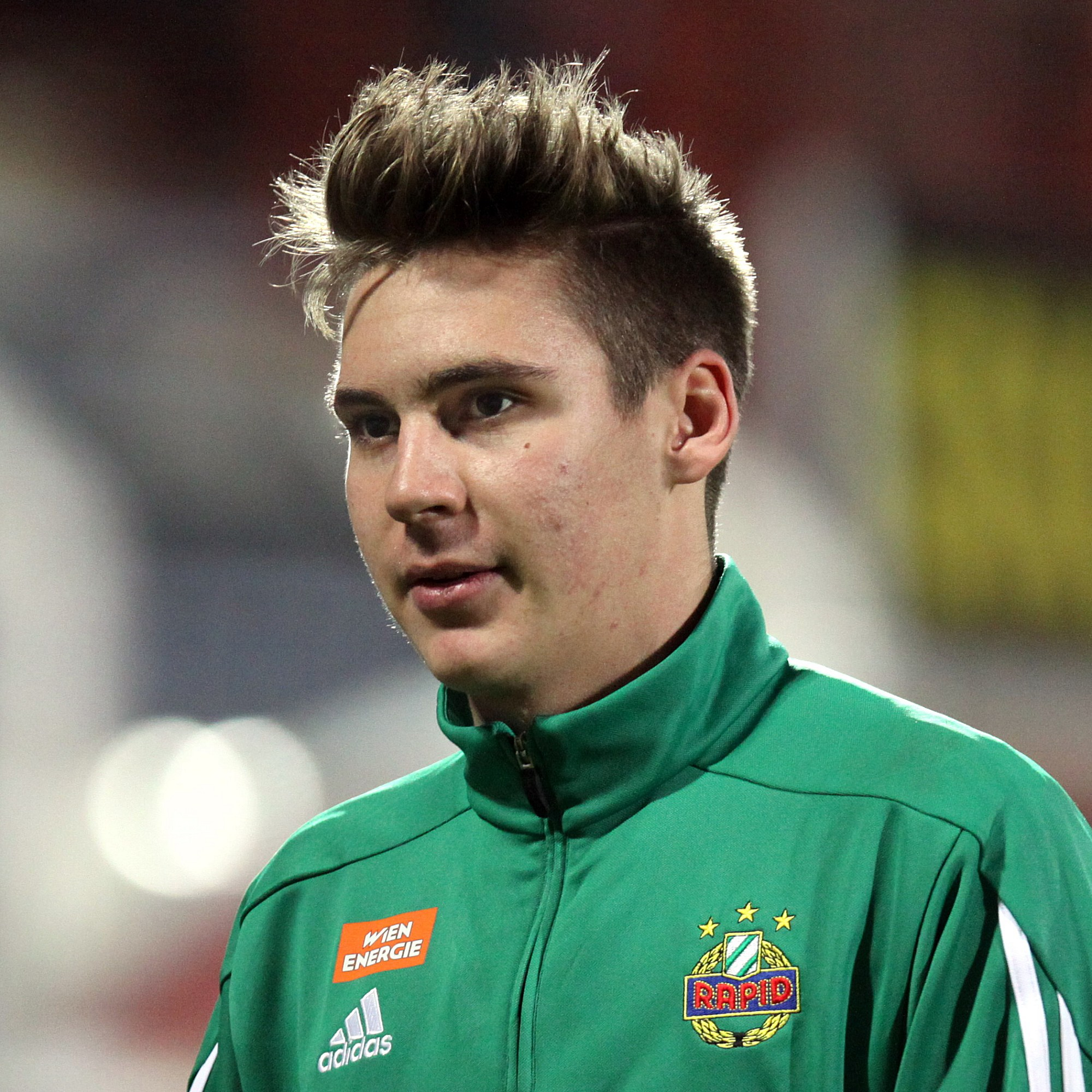
Tor und Eigentor: Maximilian Wöber (SK Rapid Wien)

## Halbfinale
Für das Halbfinale hatten sich folgende Mannschaften qualifiziert:
| Bundesliga (3)                                                           | Erste Liga (1) |
| ------------------------------------------------------------------------ | -------------- |
| - FC Admira Wacker Mödling - FC Red Bull Salzburg (M, C) - SK Rapid Wien | - LASK Linz    |

LASK Linz stand zum ersten Mal seit der Saison 1998/99 wieder im Halbfinale des ÖFB-Cups. Damals konnten die Linzer durch einen 2:0-Auswärtssieg beim SK Rapid Wien sogar ins Endspiel einziehen, wo sie sich dem SK Sturm Graz nach einem 1:1-Unentschieden nach Verlängerung erst im Elfmeterschießen 2:4 geschlagen geben mussten.
Das Halbfinale wurde am 9. April 2017 in der ORF-Sendung Sport am Sonntag ausgelost. Die Ziehung wurde von Florian Grillitsch vorgenommen. Die Spiele wurden für Mittwoch, den 26. April 2017 terminiert.

### Spielplan des Halbfinales
Im Halbfinale kam es zum Aufeinandertreffen der Finalisten des vorjährigen Bewerbes, dem FC Admira Wacker Mödling und dem FC Red Bull Salzburg. Die Salzburger ließen von Beginn weg keinen Zweifel aufkommen, wer als Sieger vom Platz gehen wird und bereits in der siebenten Minute stellte der japanische Legionär Takumi Minamino auf 0:1. Wanderson erhöhte nach knapp einer halben Stunde auf 0:2. Mit dem 0:3 durch Konrad Laimer, der das Spiel der Gäste prägte, kurz nach dem Seitenwechsel, war das Spiel endgültig entschieden. Letztlich setzten sich die Salzburger durch Valentino Lazaros 0:4 und einen weiteren Treffer von Minamino mit 5:0 durch, womit sie das gleiche Ergebnis wie im Finale des Vorjahrs erreichten.
Das zweite Halbfinale war an Dramatik nicht zu überbieten. Dem Tabellenführer der Ersten Liga, LASK Linz, gelang es, das Spiel bei Rapid Wien nicht nur offen zu halten, sie hatten auch die besseren Torchancen, ließen diese jedoch aus, oder scheiterten an der Torstange. Erst nach dem Seitenwechsel kamen die Hausherren besser ins Spiel. Am Beginn der legendären Rapid-Viertelstunde gingen die Grün-Weißen durch Thomas Murg mit 1:0 in Führung. Die Linzer gaben jedoch nicht auf und in der ersten Minute der Nachspielzeit gelang ihnen durch René Gartler noch der Ausgleich. Nach einem Abwehrfehler der Linzer konnte Joelinton in der dritten Minute der Nachspielzeit dennoch den 2:1-Sieg von Rapid Wien fixieren.
| Datum      | Liga | Liga | Liga | Heimmannschaft | | Gastmannschaft | Ergebnis |
| ---------- | --- | --- | --- | --- | --- | --- | --- |
| 26.04.2017 | BL | – | BL | FC Admira Wacker Mödling | – | FC Red Bull Salzburg | 0:5 (0:2) |
| Weinberger | Torschützen: | Torschützen: | Torschützen: | 0:1 (7.) Takumi Minamino, 0:2 (29.) Wanderson, 0:3 (48.) Konrad Laimer, 0:4 (60.) Valentino Lazaro, 0:5 (87.) Takumi Minamino                                                         | 0:1 (7.) Takumi Minamino, 0:2 (29.) Wanderson, 0:3 (48.) Konrad Laimer, 0:4 (60.) Valentino Lazaro, 0:5 (87.) Takumi Minamino                                                         | 0:1 (7.) Takumi Minamino, 0:2 (29.) Wanderson, 0:3 (48.) Konrad Laimer, 0:4 (60.) Valentino Lazaro, 0:5 (87.) Takumi Minamino                                                         | 0:1 (7.) Takumi Minamino, 0:2 (29.) Wanderson, 0:3 (48.) Konrad Laimer, 0:4 (60.) Valentino Lazaro, 0:5 (87.) Takumi Minamino                                                         |
| 26.04.2017 | BL | – | EL | SK Rapid Wien | – | LASK Linz | 2:1 (0:0) |
| Jäger      | Torschützen: | Torschützen: | Torschützen: | 1:0 (76.) Thomas Murg, 1:1 (90. +1) René Gartler, 2:1 (90. +3) Joelinton | 1:0 (76.) Thomas Murg, 1:1 (90. +1) René Gartler, 2:1 (90. +3) Joelinton | 1:0 (76.) Thomas Murg, 1:1 (90. +1) René Gartler, 2:1 (90. +3) Joelinton | 1:0 (76.) Thomas Murg, 1:1 (90. +1) René Gartler, 2:1 (90. +3) Joelinton |
| Legende:   | BL = Bundesliga (1. Leistungsstufe) – EL = Erste Liga (2. Leistungsstufe) M = amtierender Meister – C = amtierender Cupsieger n. V. = Nach Verlängerung – i. E. = im Elfmeterschießen | BL = Bundesliga (1. Leistungsstufe) – EL = Erste Liga (2. Leistungsstufe) M = amtierender Meister – C = amtierender Cupsieger n. V. = Nach Verlängerung – i. E. = im Elfmeterschießen | BL = Bundesliga (1. Leistungsstufe) – EL = Erste Liga (2. Leistungsstufe) M = amtierender Meister – C = amtierender Cupsieger n. V. = Nach Verlängerung – i. E. = im Elfmeterschießen | BL = Bundesliga (1. Leistungsstufe) – EL = Erste Liga (2. Leistungsstufe) M = amtierender Meister – C = amtierender Cupsieger n. V. = Nach Verlängerung – i. E. = im Elfmeterschießen | BL = Bundesliga (1. Leistungsstufe) – EL = Erste Liga (2. Leistungsstufe) M = amtierender Meister – C = amtierender Cupsieger n. V. = Nach Verlängerung – i. E. = im Elfmeterschießen | BL = Bundesliga (1. Leistungsstufe) – EL = Erste Liga (2. Leistungsstufe) M = amtierender Meister – C = amtierender Cupsieger n. V. = Nach Verlängerung – i. E. = im Elfmeterschießen | BL = Bundesliga (1. Leistungsstufe) – EL = Erste Liga (2. Leistungsstufe) M = amtierender Meister – C = amtierender Cupsieger n. V. = Nach Verlängerung – i. E. = im Elfmeterschießen |

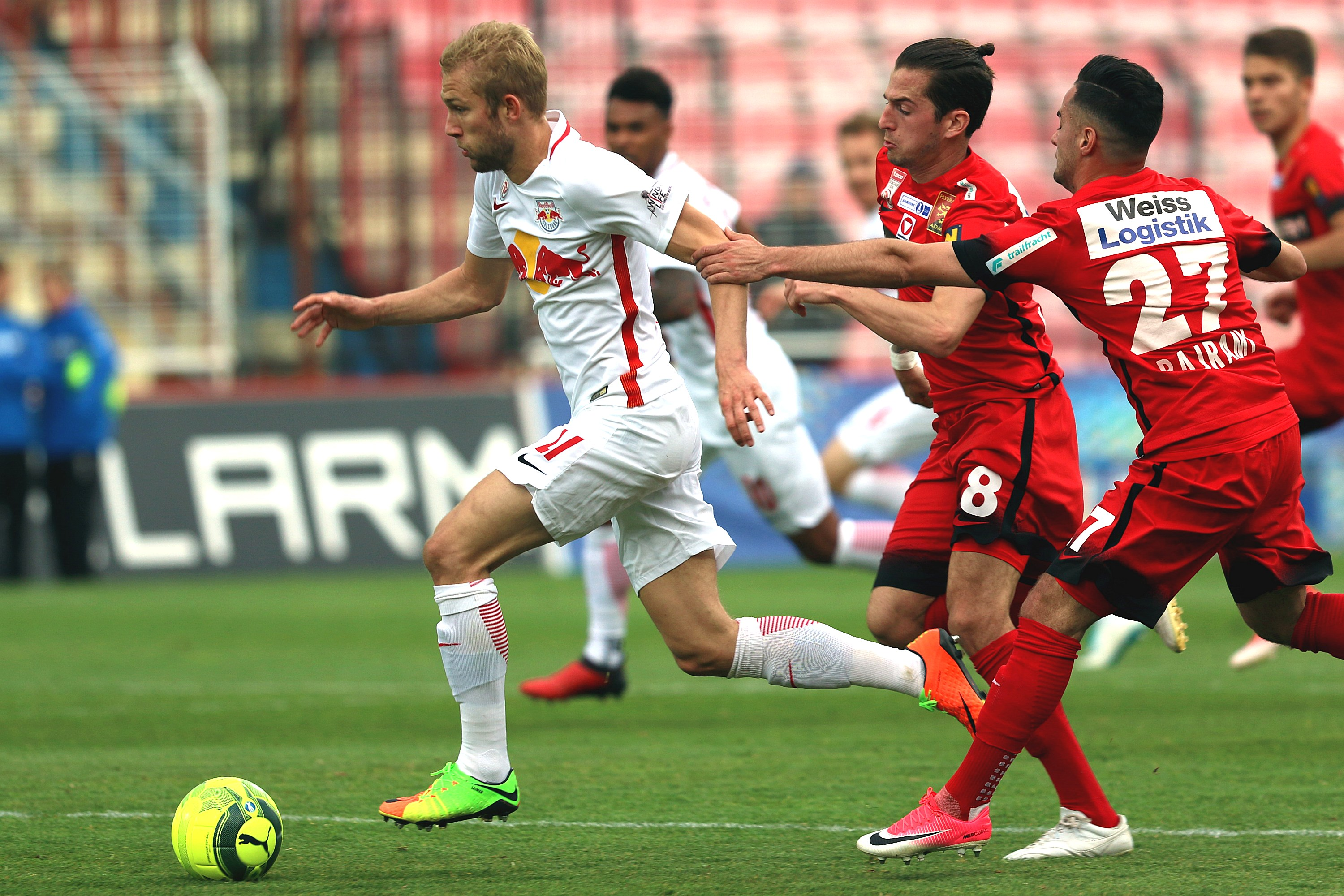
Konrad Laimer (links) prägte das Spiel der Salzburger
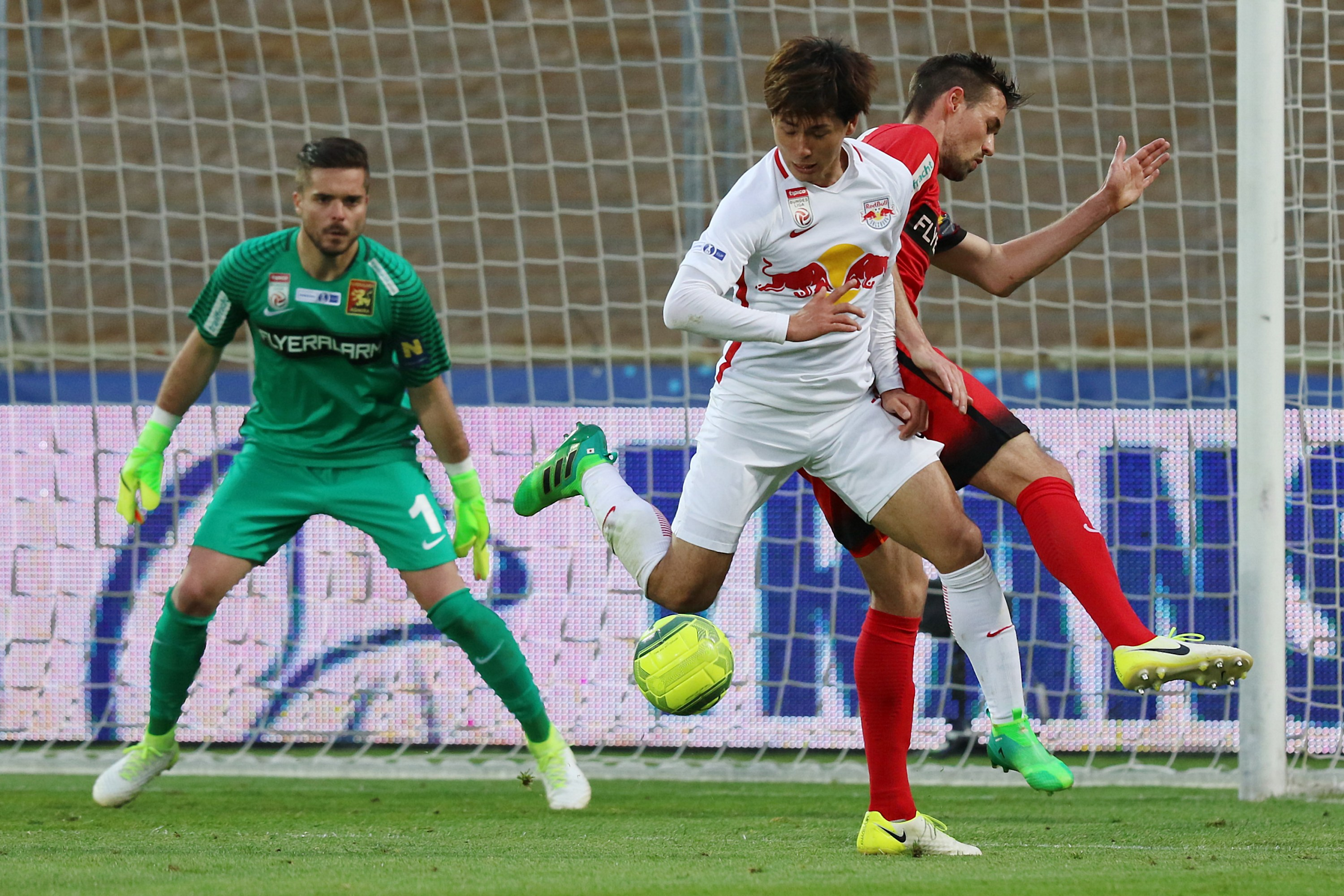
Takumi Minamino (Mitte) war zweifacher Torschütze
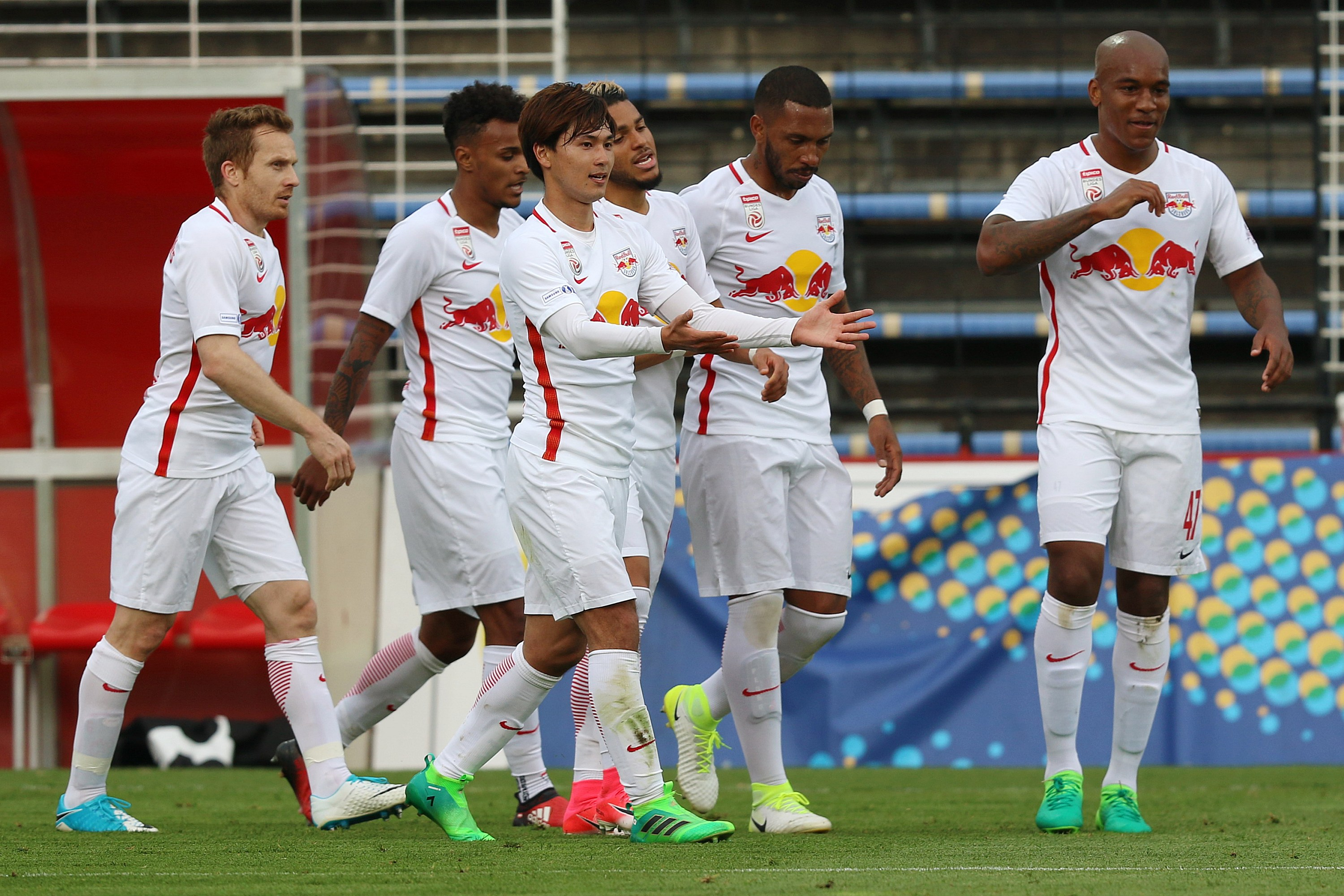
Die Salzburger hatten allen Grund über den Finaleinzug zu jubeln

## Endspiel
Im Endspiel um den Cup des Österreichischen Fußball-Bundes standen sich der SK Rapid Wien und der aktuelle Meister FC Red Bull Salzburg gegenüber. Die Salzburger waren nicht nur Titelverteidiger, sondern konnten überdies auf die Siege in den letzten drei Jahren verweisen. Die Salzburger waren im Pokalbewerb seit mittlerweile 23 Spielen ungeschlagen. Die letzte Niederlage datierte vom 7. Mai 2013 (1:2 daheim im Halbfinale gegen den späteren Cupsieger FC Pasching).
Bei Rapid Wien lag der letzte Cupsieg schon lange zurück. 1994/95 konnten sie im Endspiel den DSV Leoben mit 1:0 besiegen. Zuletzt konnten sich die Grün-Weißen, die in der Meisterschaft den fünften Platz belegten, 2004/05 für das Finale qualifizieren, unterlagen da aber dem FK Austria Wien mit 1:3 Toren. In der laufenden Meisterschaft gab es drei Siege der Salzburger (2:1 und zweimal 1:0) und ein Unentschieden (0:0).
Die Salzburger blieben auch im 24. Cupspiel in Folge siegreich und sicherten sich mit einem 2:1-Erfolg nicht nur zum vierten Mal in Folge den Sieg im Österreichischen Fußballpokal, sondern überdies zum vierten Mal in Folge das Double.
Es war zumindest vorerst das letzte Spiel im „ÖFB-Samsung-Cup“, da sich der Elektronik-Konzern nach sechs Jahren Partnerschaft zurückzieht. Der neue Sponsor des Bewerbes steht jedoch bereits vor der Türe: Der langjährige Partner des ÖFB, die Uniqa-Versicherung wird ab der kommenden Saison das Sponsoring übernehmen.
| Paarung                   | SK Rapid Wien – FC Red Bull Salzburg |
| Ergebnis                  | 1:2 (0:0) |
| Datum                     | 1. Juni 2017 um 20:30 Uhr |
| Stadion                   | Wörthersee Stadion, Klagenfurt |
| Zuschauer                 | 20.200 |
| Schiedsrichter            | Markus Hameter (Tulln an der Donau, Niederösterreich) |
| Schiedsrichterassistenten | Michael Nemetz und Maximilian Weiß |
| Vierter Offizieller       | Alexander Harkam |
| Tore                      | 0:1 Hee-Chan Hwang (51., nach Zuspiel von Stefan Lainer) 1:1 Joelinton (56., nach Flanke von Mario Pavelic) 1:2 Valentino Lazaro (85., nach Zuspiel von Amadou Haidara) |
| SK Rapid Wien             | Tobias Knoflach; Thomas Schrammel, Christopher Dibon, Mario Pavelic, Stephan Auer; Maximilian Wöber, Stefan Schwab ; Louis Schaub (71. Andreas Kuen), Tamás Szántó (73. Arnór Ingvi Traustason), Thomas Murg (86. Christoph Schösswendter); Joelinton Wechselspieler: Richard Strebinger; Manuel Thurnwald, Steffen Hofmann, Matej Jelić Cheftrainer: Goran Djuricin |
| FC Red Bull Salzburg      | Cican Stankovic; Andreas Ulmer (71. Christian Schwegler), Andre Wisdom, Paulo Miranda, Stefan Lainer; Valon Berisha , Diadié Samassékou, Konrad Laimer, Valentino Lazaro (90. +1 Duje Ćaleta-Car); Hee-Chan Hwang, Wanderson (84. Amadou Haidara) Wechselspieler: Alexander Walke; Christoph Leitgeb, Takumi Minamino, Dimitri Oberlin Cheftrainer: Óscar García     |
| Gelbe Karten              | Thomas Murg (74., Foul), Christopher Dibon (90.+5', Unsportlichkeit) – Stefan Lainer (17.) |
| Besonderheiten            | Quellen |

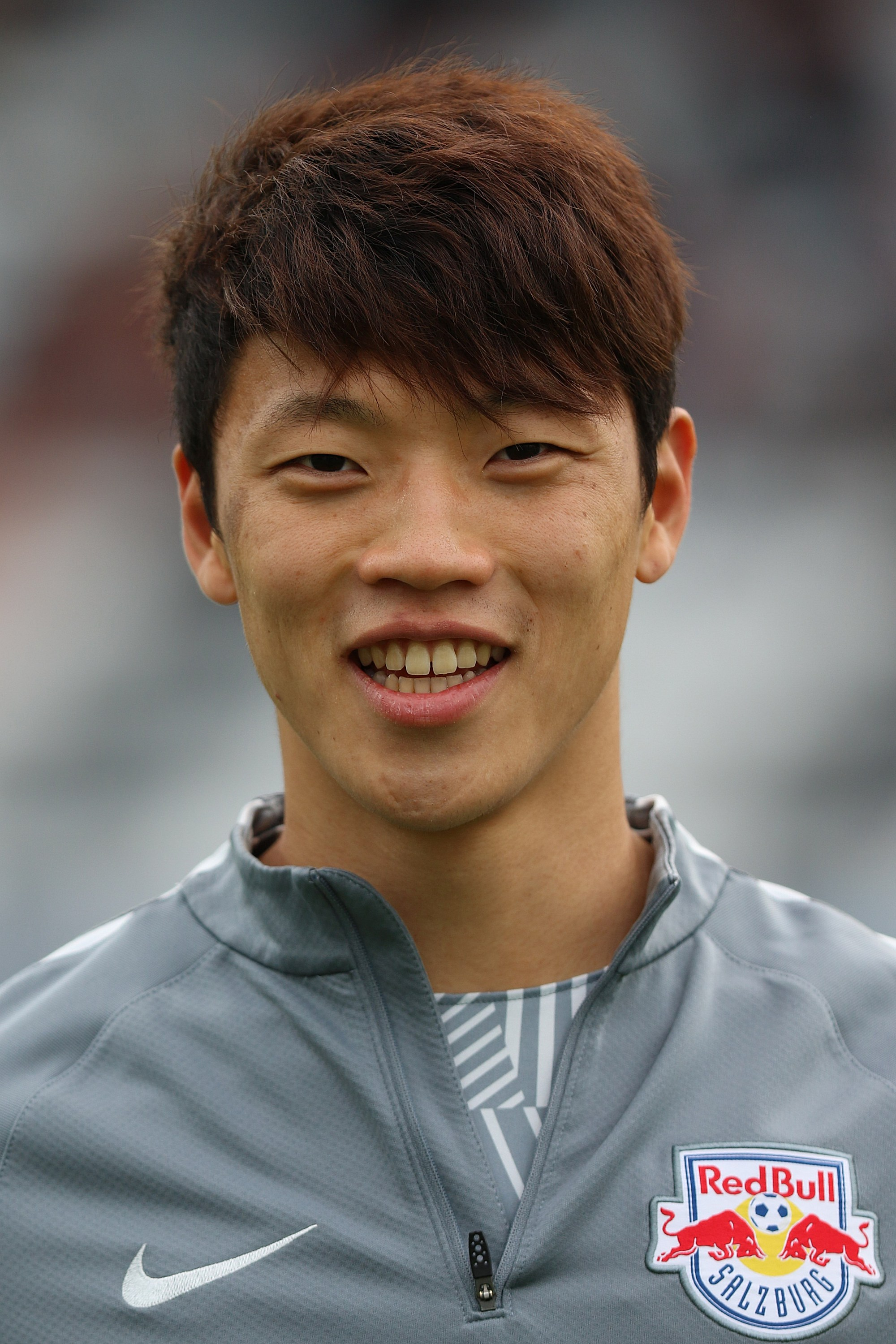
Hee-Chan Hwang brachte Salzburg mit dem 1:0 in Führung
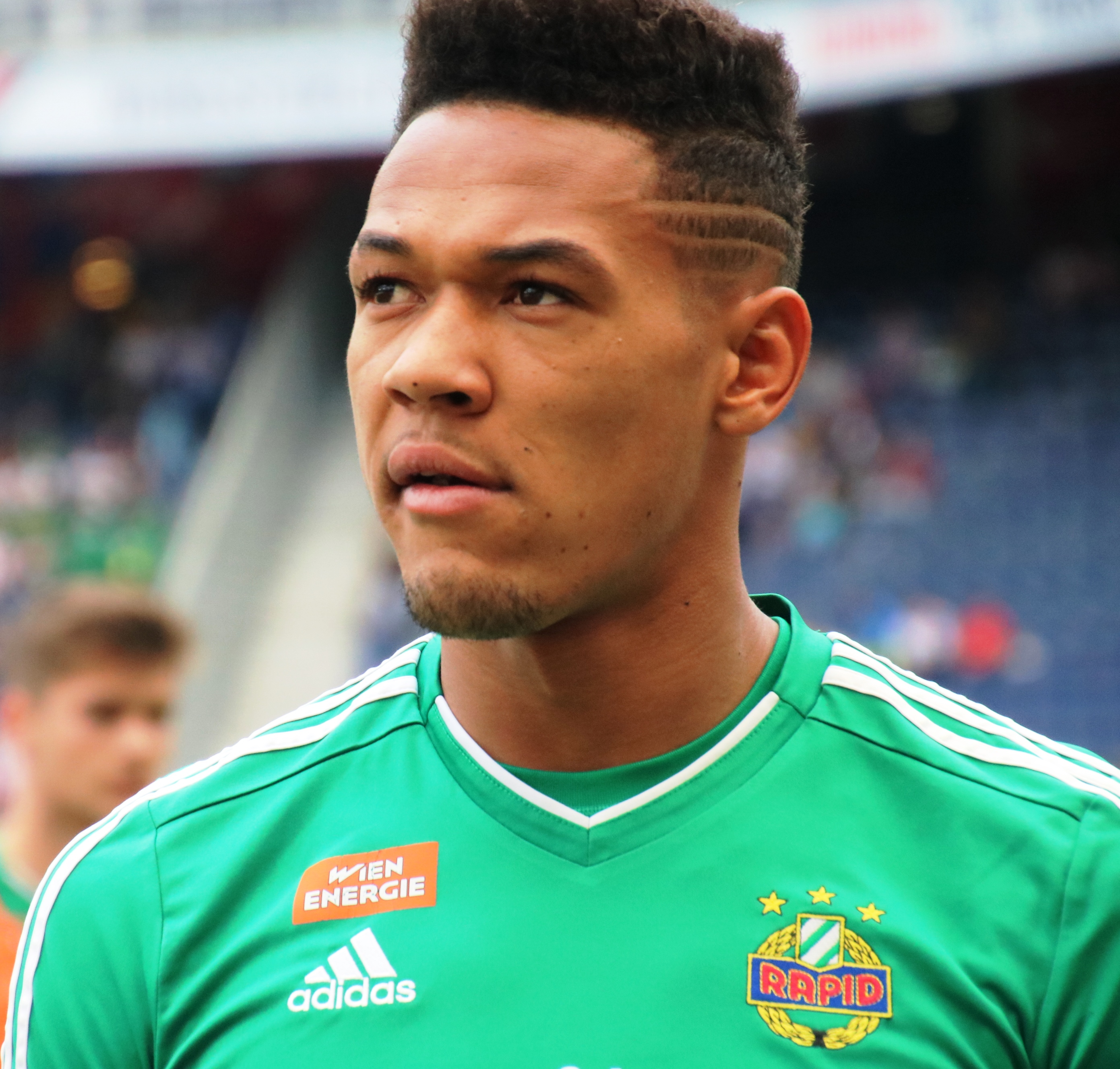
Rapids Joelinton erzielte kurz danach den Ausgleich zum 1:1
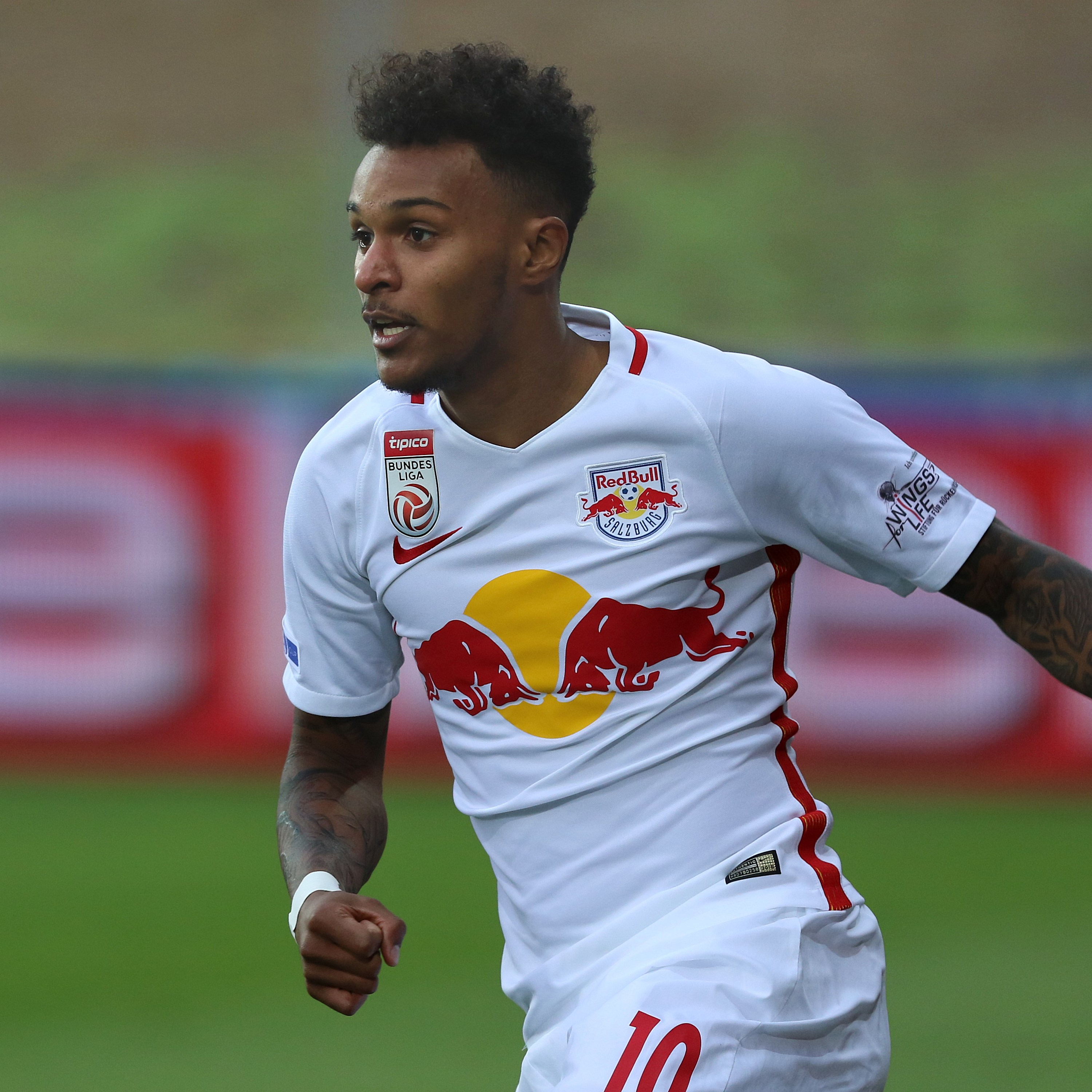
Valentino Lazaro erzielte kurz vor Schluss den Siegtreffer zum 2:1
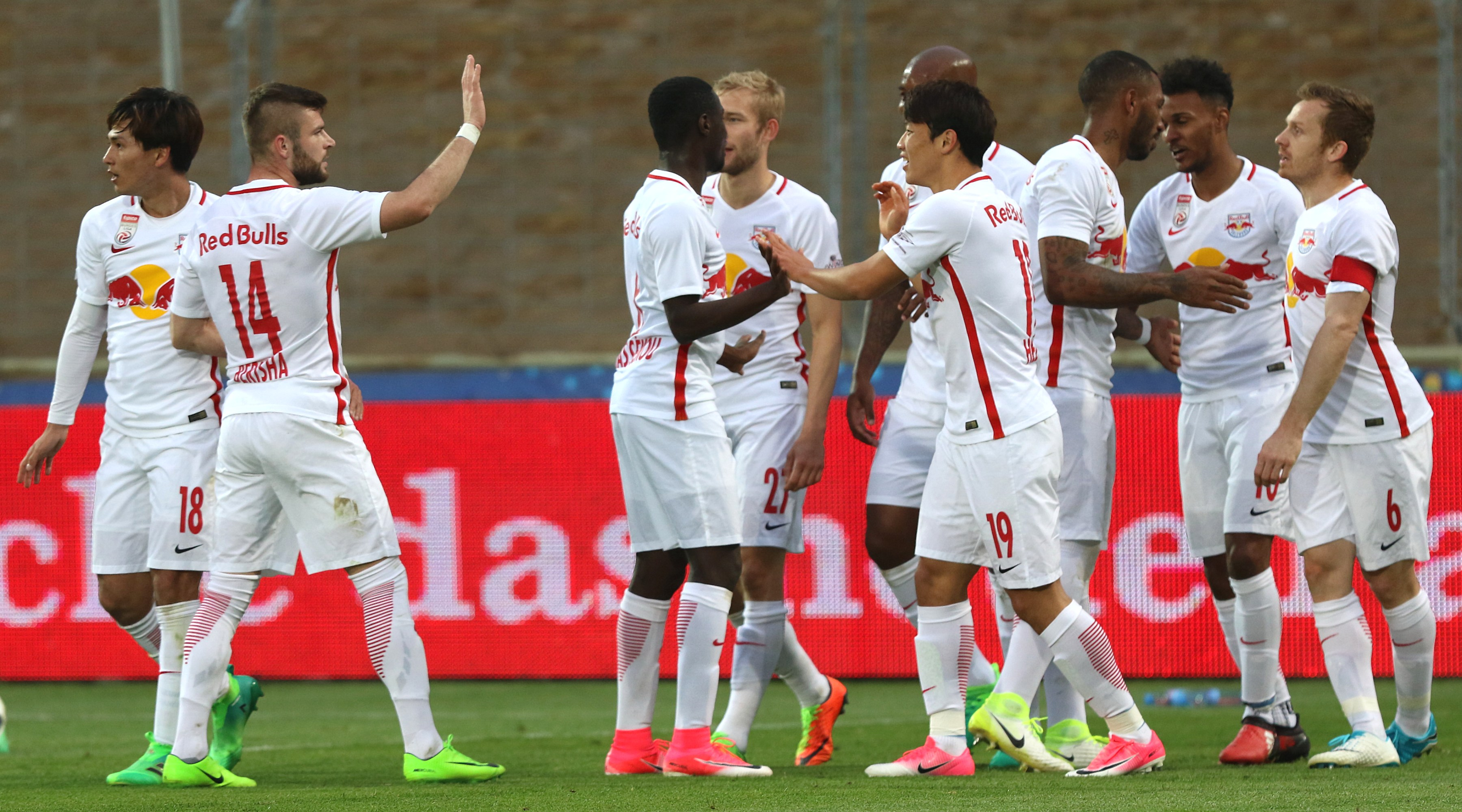
Der FC Red Bull Salzburg durfte über das vierte Double in Serie jubeln

## Grafische Übersicht ab dem Achtelfinale
|  | Achtelfinale 25./26. Oktober 2016 | Achtelfinale 25./26. Oktober 2016 | Achtelfinale 25./26. Oktober 2016 |                          |         | Viertelfinale 4./5. April 2017 | Viertelfinale 4./5. April 2017 | Viertelfinale 4./5. April 2017 |  |  | Halbfinale 26. April 2017 | Halbfinale 26. April 2017 | Halbfinale 26. April 2017 |  |  | Endspiel 1. Juni 2017 | Endspiel 1. Juni 2017 | Endspiel 1. Juni 2017 |
|  |                                   |                                   |                                   |                          |         |                                |                                |                                |  |  |                           |                           |                           |  |  |                       |                       |                       |
|  |                                   | SKN St. Pölten                    | 4 i. E.                           |                          |         |                                |                                |                                |  |  |                           |                           |                           |  |  |                       |                       |                       |
|  |                                   | SK Sturm Graz                     | 3                                 |                          |         |                                |                                |                                |  |  |                           |                           |                           |  |  |                       |                       |                       |
|  |                                   | SK Sturm Graz                     | 3                                 | SKN St. Pölten           | 1       |                                |                                |                                |  |  |                           |                           |                           |  |  |                       |                       |                       |
|  |                                   |                                   |                                   | SKN St. Pölten           | 1       |                                |                                |                                |  |  |                           |                           |                           |  |  |                       |                       |                       |
|  |                                   |                                   |                                   | SK Rapid Wien            | 3       |                                |                                |                                |  |  |                           |                           |                           |  |  |                       |                       |                       |
|  |                                   | FC Blau-Weiß Linz                 | 0                                 | SK Rapid Wien            | 3       |                                |                                |                                |  |  |                           |                           |                           |  |  |                       |                       |                       |
|  |                                   |                                   |                                   |                          |         |                                |                                |                                |  |  |                           |                           |                           |  |  |                       |                       |                       |
|  |                                   | SK Rapid Wien                     | 4                                 |                          |         |                                |                                |                                |  |  |                           |                           |                           |  |  |                       |                       |                       |
|  |                                   | SK Rapid Wien                     | 4                                 | SK Rapid Wien            | 2       |                                |                                |                                |  |  |                           |                           |                           |  |  |                       |                       |                       |
|  |                                   |                                   |                                   | SK Rapid Wien            | 2       |                                |                                |                                |  |  |                           |                           |                           |  |  |                       |                       |                       |
|  |                                   |                                   | LASK Linz                         | 1                        |         |                                |                                |                                |  |  |                           |                           |                           |  |  |                       |                       |                       |
|  |                                   | SV Grödig                         | LASK Linz                         | 1                        | 1       |                                |                                |                                |  |  |                           |                           |                           |  |  |                       |                       |                       |
|  |                                   |                                   |                                   |                          | 1       |                                |                                |                                |  |  |                           |                           |                           |  |  |                       |                       |                       |
|  |                                   | WSG Wattens                       | 0                                 |                          |         |                                |                                |                                |  |  |                           |                           |                           |  |  |                       |                       |                       |
|  |                                   | WSG Wattens                       | 0                                 | SV Grödig                | 0       |                                |                                |                                |  |  |                           |                           |                           |  |  |                       |                       |                       |
|  |                                   |                                   |                                   | SV Grödig                | 0       |                                |                                |                                |  |  |                           |                           |                           |  |  |                       |                       |                       |
|  |                                   |                                   |                                   | LASK Linz                | 3       |                                |                                |                                |  |  |                           |                           |                           |  |  |                       |                       |                       |
|  |                                   | SKU Amstetten                     | 3                                 | LASK Linz                | 3       |                                |                                |                                |  |  |                           |                           |                           |  |  |                       |                       |                       |
|  |                                   |                                   |                                   |                          |         |                                |                                |                                |  |  |                           |                           |                           |  |  |                       |                       |                       |
|  |                                   | LASK Linz                         | 4 n. V.                           |                          |         |                                |                                |                                |  |  |                           |                           |                           |  |  |                       |                       |                       |
|  |                                   | LASK Linz                         | 4 n. V.                           | SK Rapid Wien            | 1       |                                |                                |                                |  |  |                           |                           |                           |  |  |                       |                       |                       |
|  |                                   |                                   |                                   |                          |         |                                |                                |                                |  |  |                           |                           |                           |  |  |                       |                       |                       |
|  |                                   |                                   | FC Red Bull Salzburg              | 2                        |         |                                |                                |                                |  |  |                           |                           |                           |  |  |                       |                       |                       |
|  |                                   | ASK Ebreichsdorf                  | FC Red Bull Salzburg              | 2                        | 4       |                                |                                |                                |  |  |                           |                           |                           |  |  |                       |                       |                       |
|  |                                   |                                   |                                   |                          | 4       |                                |                                |                                |  |  |                           |                           |                           |  |  |                       |                       |                       |
|  |                                   | FK Austria Wien                   | 5 n. V.                           |                          |         |                                |                                |                                |  |  |                           |                           |                           |  |  |                       |                       |                       |
|  |                                   | FK Austria Wien                   | 5 n. V.                           | FK Austria Wien          | 1       |                                |                                |                                |  |  |                           |                           |                           |  |  |                       |                       |                       |
|  |                                   |                                   |                                   | FK Austria Wien          | 1       |                                |                                |                                |  |  |                           |                           |                           |  |  |                       |                       |                       |
|  |                                   |                                   |                                   | FC Admira Wacker Mödling | 2       |                                |                                |                                |  |  |                           |                           |                           |  |  |                       |                       |                       |
|  |                                   | SC Wiener Neustadt                | 1                                 | FC Admira Wacker Mödling | 2       |                                |                                |                                |  |  |                           |                           |                           |  |  |                       |                       |                       |
|  |                                   |                                   |                                   |                          |         |                                |                                |                                |  |  |                           |                           |                           |  |  |                       |                       |                       |
|  |                                   | FC Admira Wacker Mödling          | 3                                 |                          |         |                                |                                |                                |  |  |                           |                           |                           |  |  |                       |                       |                       |
|  |                                   | FC Admira Wacker Mödling          | 3                                 | FC Admira Wacker Mödling | 0       |                                |                                |                                |  |  |                           |                           |                           |  |  |                       |                       |                       |
|  |                                   |                                   |                                   | FC Admira Wacker Mödling | 0       |                                |                                |                                |  |  |                           |                           |                           |  |  |                       |                       |                       |
|  |                                   |                                   | FC Red Bull Salzburg              | 5                        |         |                                |                                |                                |  |  |                           |                           |                           |  |  |                       |                       |                       |
|  |                                   | FC Red Bull Salzburg              | FC Red Bull Salzburg              | 5                        | 2       |                                |                                |                                |  |  |                           |                           |                           |  |  |                       |                       |                       |
|  |                                   |                                   |                                   |                          |         |                                |                                |                                |  |  |                           |                           |                           |  |  |                       |                       |                       |
|  |                                   | Floridsdorfer AC                  | 0                                 |                          |         |                                |                                |                                |  |  |                           |                           |                           |  |  |                       |                       |                       |
|  |                                   | Floridsdorfer AC                  | 0                                 | FC Red Bull Salzburg     | 2 n. V. |                                |                                |                                |  |  |                           |                           |                           |  |  |                       |                       |                       |
|  |                                   |                                   |                                   | FC Red Bull Salzburg     | 2 n. V. |                                |                                |                                |  |  |                           |                           |                           |  |  |                       |                       |                       |
|  |                                   |                                   |                                   | Kapfenberger SV          | 1       |                                |                                |                                |  |  |                           |                           |                           |  |  |                       |                       |                       |
|  |                                   | SV Lafnitz                        | 1                                 | Kapfenberger SV          | 1       |                                |                                |                                |  |  |                           |                           |                           |  |  |                       |                       |                       |
|  |                                   |                                   |                                   |                          |         |                                |                                |                                |  |  |                           |                           |                           |  |  |                       |                       |                       |
|  |                                   | Kapfenberger SV                   | 5                                 |                          |         |                                |                                |                                |  |  |                           |                           |                           |  |  |                       |                       |                       |

## Torschützenliste

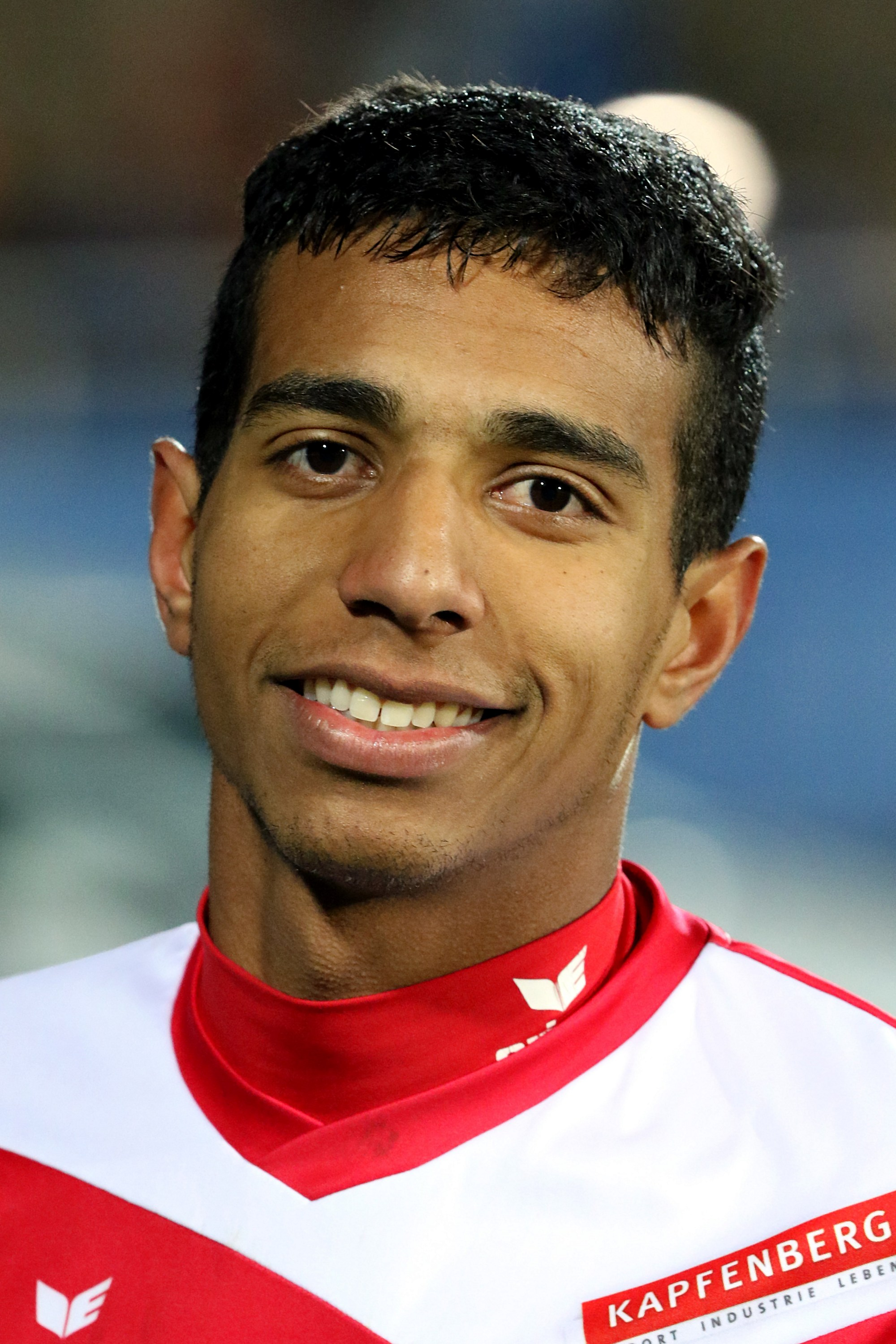
Torschützenkönig wurde mit sieben Treffern João Victor (Kapfenberger SV)

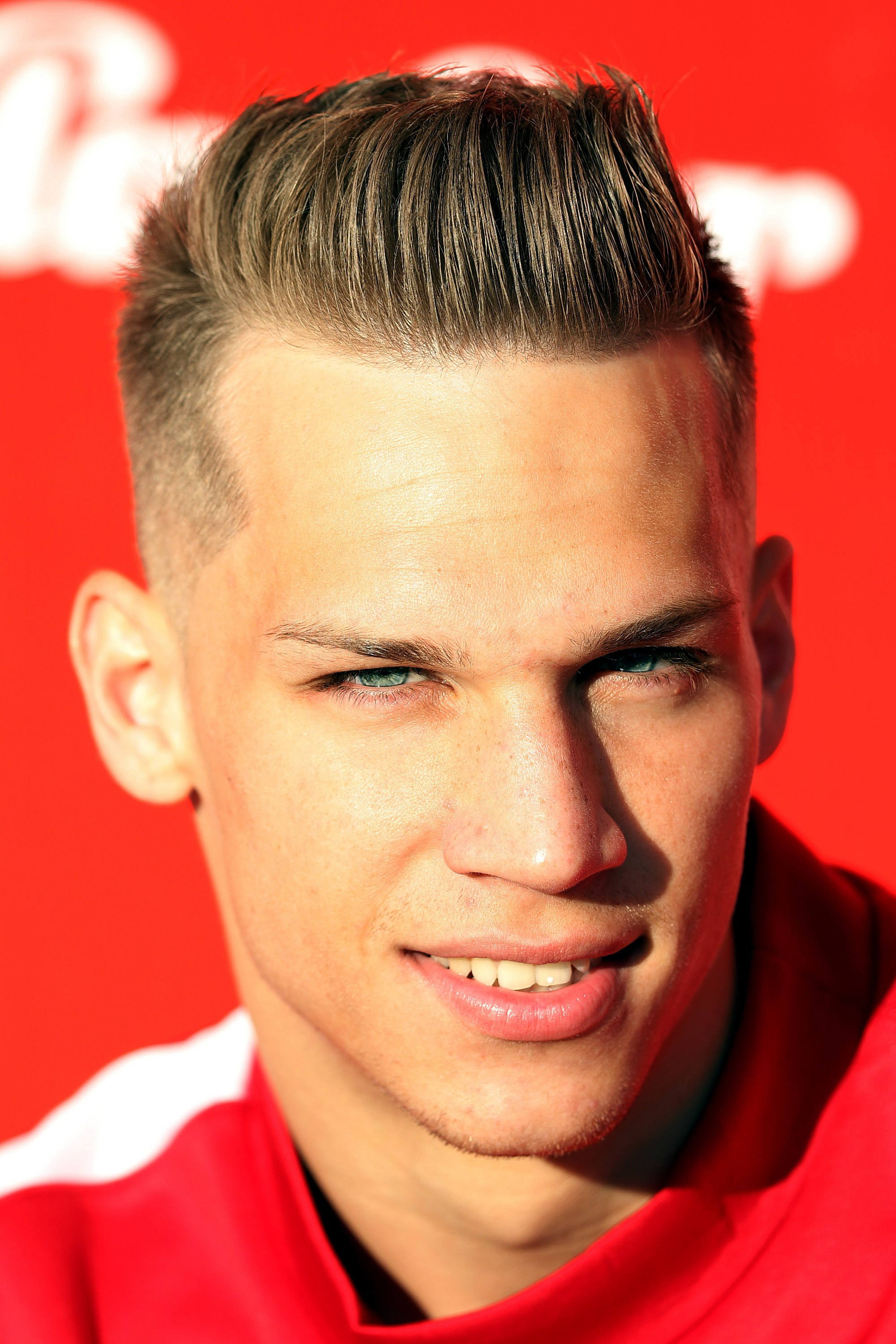
Knapp dahinter folgte mit sechs Toren Christoph Monschein (FC Admira Wacker Mödling)

| Rang                                     | Spieler              | Natio- nalität | Verein                   | Tore gesamt | davon in Runde | davon in Runde | davon in Runde | davon in Runde | davon in Runde | davon in Runde |
| Rang                                     | Spieler              | Natio- nalität | Verein                   | Tore gesamt | 1.             | 2.             | 3.             | 4.             | 5.             | 6.             |
| ---------------------------------------- | -------------------- | -------------- | ------------------------ | ----------- | -------------- | -------------- | -------------- | -------------- | -------------- | -------------- |
| 01.                                      | João Victor          | Brasilien      | Kapfenberger SV          | 7           | 1              | 1              | 4              | 1              | –              | –              |
| 02.                                      | Christoph Monschein  | Osterreich     | FC Admira Wacker Mödling | 6           | 2              | 3              | 0              | 1              | 0              | –              |
| 03.                                      | Fabiano              | Brasilien      | LASK Linz                | 4           | 1              | 0              | 2              | 1              | 0              | –              |
| 04.                                      | Munas Dabbur         | Israel         | FC Red Bull Salzburg     | 3           | 0              | 2              | 1              | –              | –              | –              |
| 04.                                      | Raphael Dwamena      | Ghana          | SC Austria Lustenau      | 3           | 2              | 1              | –              | –              | –              | –              |
| 04.                                      | Kevin Friesenbichler | Osterreich     | FK Austria Wien          | 3           | 0              | 0              | 2              | 1              | –              | –              |
| 04.                                      | René Gartler         | Osterreich     | LASK Linz                | 3           | 0              | 1              | 0              | 1              | 1              | –              |
| 04.                                      | Joelinton            | Brasilien      | SK Rapid Wien            | 3           | 1              | 0              | 0              | 0              | 1              | 1              |
| 04.                                      | Milan Jurdík         | Slowakei       | WSG Wattens              | 3           | 2              | 1              | 0              | –              | –              | –              |
| 04.                                      | Roman Kienast        | Osterreich     | SK Sturm Graz            | 3           | 2              | 1              | 0              | –              | –              | –              |
| 04.                                      | Mensur Kurtisi       | Nordmazedonien | First Vienna FC 1894     | 3           | 3              | 0              | –              | –              | –              | –              |
| 04.                                      | Patrick Lachmayr     | Osterreich     | SKU Amstetten            | 3           | 1              | 1              | 1              | –              | –              | –              |
| 04.                                      | Takumi Minamino      | Japan          | FC Red Bull Salzburg     | 3           | 1              | 0              | 0              | 0              | 2              | –              |
| 04.                                      | Rajko Rep            | Slowenien      | LASK Linz                | 3           | 2              | 0              | 0              | 1              | 0              | –              |
| 04.                                      | Clemens Walch        | Osterreich     | SV Ried                  | 3           | 3              | 0              | –              | –              | –              | –              |
| 04.                                      | Julian Wießmeier     | Deutschland    | SC Austria Lustenau      | 3           | 3              | 0              | –              | –              | –              | –              |
| Stand nach dem Endspiel vom 1. Juni 2017 |                      |                |                          |             |                |                |                |                |                |                |

## Schiedsrichter

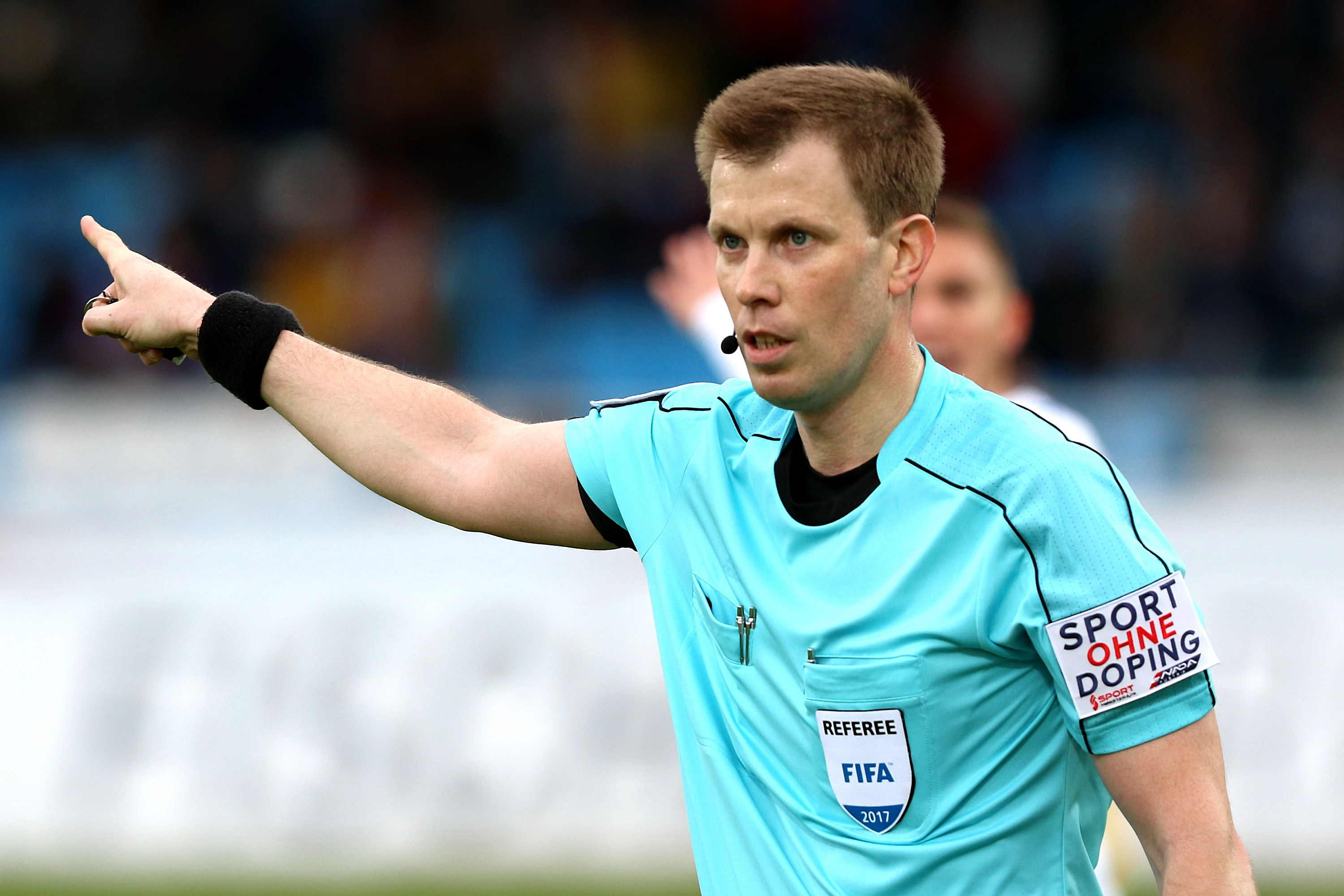
Markus Hameter leitete vier Spiele, darunter auch das Endspiel in Klagenfurt

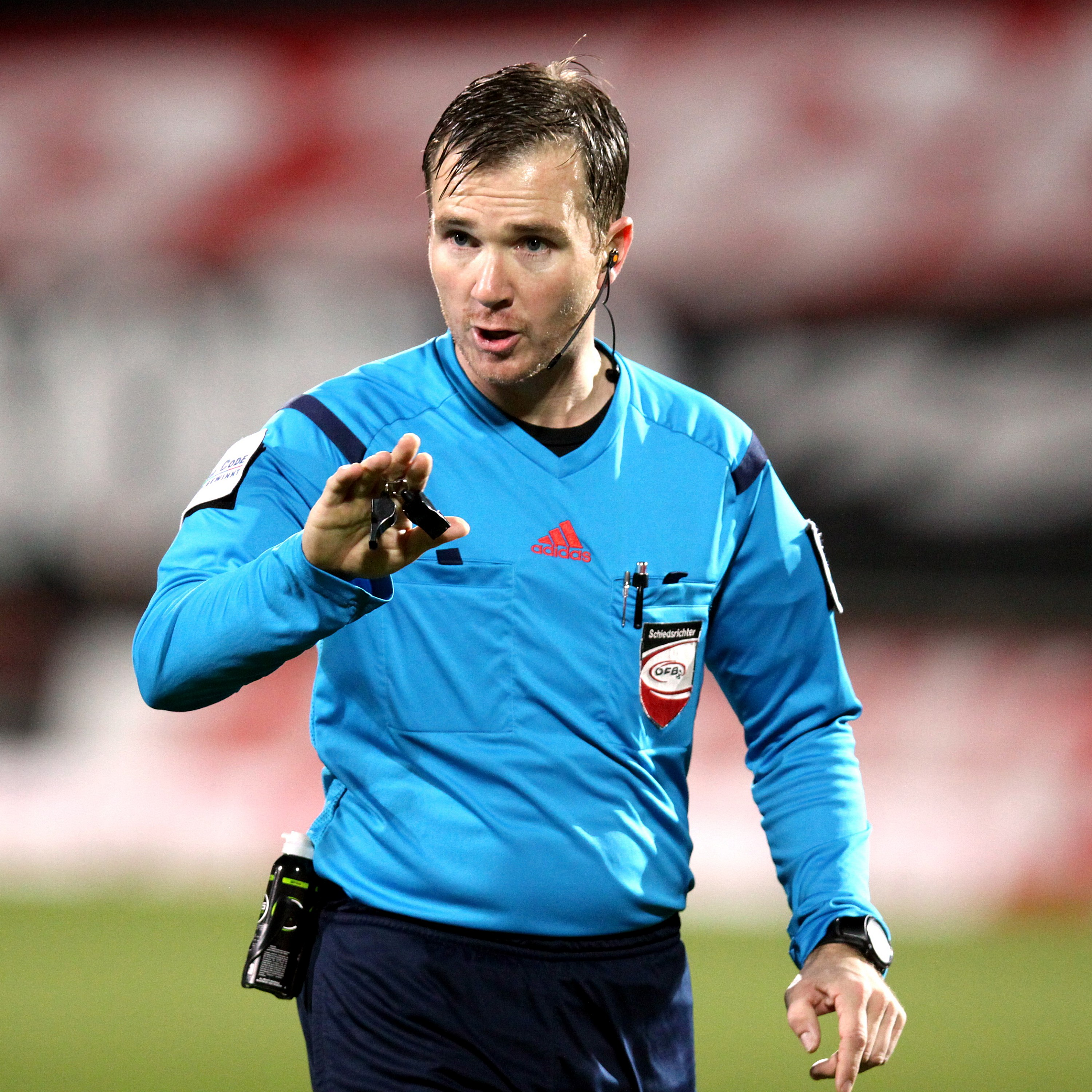
Dieter Muckenhammer war ebenfalls viermal im Einsatz

| Name                                                             | geboren    | Spiele | gelbe Karten | gelb-rote Karten | rote Karten |
| ---------------------------------------------------------------- | ---------- | ------ | ------------ | ---------------- | ----------- |
| Markus Hameter                                                   | 11.04.1980 | 4      | 7            | –                | –           |
| Christopher Jäger                                                | 23.01.1985 | 4      | 130          | –                | –           |
| Dieter Muckenhammer                                              | 12.02.1981 | 4      | 130          | 1                | –           |
| Walter Altmann                                                   | 24.12.1984 | 3      | 100          | –                | –           |
| Christian-Petru Ciochirca                                        | 20.06.1989 | 3      | 100          | –                | –           |
| Oliver Drachta                                                   | 15.05.1977 | 3      | 8            | –                | –           |
| René Eisner                                                      | 02.09.1975 | 3      | 120          | –                | 1           |
| Alan Kijas                                                       | 09.12.1986 | 3      | 7            | –                | –           |
| Julian Weinberger                                                | 14.02.1985 | 3      | 7            | –                | –           |
| Sebastian Gishamer                                               | 13.10.1988 | 2      | 3            | –                | 1           |
| Alexander Harkam                                                 | 17.11.1981 | 2      | 6            | –                | –           |
| Andreas Heiß                                                     | 18.04.1983 | 2      | 6            | 1                | –           |
| Harald Lechner                                                   | 30.07.1982 | 2      | 5            | –                | 1           |
| Felix Ouschan                                                    | 30.06.1990 | 2      | 130          | –                | –           |
| Robert Schörgenhofer                                             | 21.02.1973 | 2      | 5            | –                | –           |
| Manuel Schüttengruber                                            | 20.07.1983 | 2      | 5            | –                | –           |
| Helmut Trattnig                                                  | 01.09.1983 | 2      | 120          | 1                | –           |
| Julia Baier                                                      | 15.08.1988 | 1      | 7            | –                | –           |
| Michael Baumann                                                  | 26.10.1990 | 1      | 4            | –                | –           |
| Stefan Ebner                                                     | 08.06.1991 | 1      | 3            | –                | –           |
| Reinhold Fischer                                                 | 04.05.1985 | 1      | 4            | –                | 1           |
| Gabriel Gmeiner                                                  | 08.07.1989 | 1      | 1            | 1                | –           |
| Lukas Gnam                                                       | 09.03.1991 | 1      | 7            | –                | –           |
| Gerhard Grobelnik                                                | 10.07.1975 | 1      | 5            | –                | –           |
| Aldin Hasanovic                                                  | 16.08.1989 | 1      | 4            | –                | –           |
| Engin Isgören                                                    | 30.06.1988 | 1      | 5            | –                | –           |
| Andreas Kollegger                                                | 04.08.1981 | 1      | 6            | –                | –           |
| Günter Messner                                                   | 13.07.1974 | 1      | 7            | 1                | –           |
| Benjamin Praschl                                                 |            | 1      | 3            | –                | –           |
| Alain Sadikovski                                                 | 12.09.1992 | 1      | 2            | –                | –           |
| Josef Spurny                                                     | 29.06.1986 | 1      | 4            | –                | –           |
| Anes Talic                                                       | 27.09.1994 | 1      | 6            | –                | 1           |
| Achim Untergasser                                                | 27.02.1988 | 1      | 4            | 1                | –           |
| data-sort-value="Wieser, Thomas @Schiedsrichter"\| Thomas Wieser | 13.08.1989 | 1      | 7            | –                | –           |
| Summe                                                            | Summe      | 620    | 22000        | 6                | 5           |
| Stand nach dem Endspiel vom 1. Juni 2017                         |            |        |              |                  |             |